# إدين هازارد
إدين مايكل هازارد (
تنطق بالفرنسية: [edɛn azaʁ]
؛ مواليد 7 يناير 1991) هو لاعب كرة قدم بلجيكي سابق كان يلعب في مركز الجناح والوسط المهاجم. وكان قائد المنتخب البلجيكي لكرة القدم، وسبق إن لعب مع أندية عدة هم نادي ليل وتشيلسي وريال مدريد. يُعرف هازارد بسرعته ومراوغاته وقدرته على التحكم بالكرة بشكل مُميز. وقد وُصِف بأنه «مُمرر رائع» وقد نال اشادة من النقاد بسبب أسلوبه في اللعب، مما أدى إلى قيام بعض وسائل الإعلام والمدربين واللاعبين بمقارنته مع كريستيانو رونالدو وليونيل ميسي. غالبًا ما يتم تصنيف هازارد من قبل المدربين وزملاءه والمعلقين كواحد من أفضل اللاعبين في العالم.
هازارد هو ابن لاعب كرة قدم سابقين وبدأ مسيرته في بلجيكا حيث لعب لأندية الشباب المحلية. في عام 2005، انتقل إلى فرنسا حيث بدأ مسيرته الاحترافية، لينضم إلى نادي الدوري الفرنسي ليل. قضى هازارد عامين في أكاديمية النادي، وفي سن السادسة عشر، شارك في لأول في نوفمبر 2007. وأصبح جزءًا لا يتجزأ من تشكيلة ليل تحت قيادة المدرب رودي غارسيا، حيث شارك في أكثر من 190 مباراة. في أول موسم له كأساسي، فاز بجائزة أفضل لاعب شاب من قبل الاتحاد الوطني للاعبي كرة القدم المحترفين، ليصبح أول لاعب غير فرنسي يفوز بالجائزة. في موسم 2009–10، حصل هازارد على الجائزة مرة أخرى، ليصبح أول لاعب يفوز بالجائزة مرتين. وكان ضمن تشكيلة العام للدوري الفرنسي.
في موسم 2010–11، كان جزءًا من فريق ليل الذي فاز بثنائية الدوري والكأس، ونتيجة لأدائه تم اختياره كأفضل لاعب في الدوري الفرنسي، وهو أصغر لاعب يفوز بالجائزة. كما حصل هازارد على جائزة برافو المقدمة من المجلة الإيطالية جورين سبورتيفو عن أدائه خلال موسم 2010–11. في يونيو 2012، بعد أن أمضى أكثر من ثماني سنوات مع ليل، وقع هازارد مع نادي تشيلسي الإنجليزي وفاز معه بلقب الدوري الأوروبي في موسمه الأول وحصل على جائزة أفضل لاعب شاب في إنجلترا في موسمه الثاني. في موسم 2014–15، ساعد تشيلسي على الفوز بكأس رابطة الأندية الإنجليزية المحترفة والدوري الإنجليزي الممتاز، ليحصل على جائزة لاعب العام من رابطة كتاب كرة القدم وجائزة جائزة أفضل لاعب في إنجلترا. بعد ذلك بعامين، فاز بلقبه الثاني في الدوري الإنجليزي حيث فاز تشيلسي بلقب الدوري الإنجليزي الممتاز 2016–17. في عام 2018، فاز بكأس الاتحاد الإنجليزي، وتم اختياره في ضمن تشكيلة الفيفا السنوية. وفاز بالدوري الأوروبي مرة أخرى مع تشيلسي في يونيو 2019، ثم انضم إلى ريال مدريد في صفقة تصل قيمتها إلى 150 مليون يورو، فاز بالدوري الإسباني في موسمه الأول.
هازارد كان قائد المنتخب البلجيكي، حيث مثّل بلاده مع الفئات تحت 17 سنة وتحت 19 سنة. شارك هازارد لأول مرة على المستوى الدولي في نوفمبر 2008، في السابعة عشرة من عمره، في مباراة ودية ضد لوكسمبورغ. بعد ما يقرب من ثلاث سنوات من مشاركته الأولى، سجل هازارد أول هدف دولي له ضد كازاخستان في أكتوبر 2011. لعب أكثر من 100 مباراة دولية، وكان ضمن المنتخب البلجيكي الذي وصل إلى ربع نهائي في كأس العالم 2014 وبطولة أمم أوروبا 2016. وفي كأس العالم 2018، قاد منتخب بلجيكا إلى المركز الثالث الذي كان أفضل إنجاز له في التاريخ، حيث حصل على الكرة الفضية باعتبارها ثاني أفضل لاعب في البطولة.

## مسيرته الكروية

### بدايته المبكرة
بدأ هازارد مسيرته الكروية في اللعب مع نادي رويال ستيد برينوي في مسقط رأسه وهو في الرابعة من عمره. خلال الفترة التي قضاها في النادي، وصفه أحد مدربي الشباب بأنه لاعب «موهوب». وأضاف: «كان يعرف كل شيء. لم يكن لدي أي شيء لأعلمه». قضى هازارد ثماني سنوات في النادي قبل الانتقال إلى نادي توبيز. أثناء وجوده في توبيز، تمت مشاهدته من قبل فريق كشافي نادي ليل أثناء لعبه في بطولة محلية مع النادي. دفع تقرير الكشافة اللاحق عن اللاعب مسؤولي النادي للاجتماع مع والد هازارد وعرض عقد للاعب الشاب.
قبل والد هازارد العرض المقدم من ليل مع آمال أن يرافقه لمقر التدريبات في فرنسا. واعترف والد هازارد في وقت لاحق بأن قرار السماح لـ«إيدن»، وبعد ذلك «تورغان»، بالانضمام إلى النوادي في شمال فرنسا هو أفضل حل حيث يقول: «كي يظلوا على مقربة من البيت، وفي الوقت نفسه يندمجوا في هياكل تمكنهم من أن ينمو فيها، لأنه في بلجيكا للأسف، هناك وقت قليل لتدريب الشباب».

### ليل
انضم هازارد إلى نادي ليل الفرنسي في عام 2005 وقضى عامين في مدرسة رياضية محلية للنادي، نظرًا لأن أكاديمية الشباب في لوشين لم تكن تعمل في ذلك الوقت. في 28 مايو 2007، وقع عقده الاحترافي الأول الذي لمدة ثلاث سنوات مع ليل. في بداية موسم 2007–08، وفي عمر الـ16، تم ترقية هازارد إلى الفريق الاحتياطي للنادي والذي يلعب في بطولة فرنسا للهواة، وهو المستوى الرابع لكرة القدم الفرنسية، على الرغم من أنه ما زال يلعب مع فريق ليل تحت 18 عام في الدوري وكأس جامبرديلا. شارك هازارد لأول مرة في 1 سبتمبر 2007 في مباراة بالدوري ضد راسينغ كولومب، حيث دخل كبديل في الشوط الثاني من مباراة الهزيمة 3–1. شارك كأساسي لأول مرة له بعد أسبوع في مباراة الهزيمة 1–0 أمام ليكان.
بعد أن أمضى الجزء الأكبر من شهر أكتوبر والجزء الأول من نوفمبر يلعب مع فريق النادي تحت 18 عام، في 14 نوفمبر ونظرًا لوجود العديد من اللاعبين في الخدمة الدولية، تم استدعاء هازارد إلى الفريق الأول بواسطة المدير الفني كلود بويل للمشاركة في مباراة ودية ضد كلوب بروج البلجيكي في 16 نوفمبر. شارك كبديل في المباراة، ونتيجة لأدائه أدرج في الفريق المكون من 18 لاعبا لمواجهة نانسي في مباراة بالدوري في 24 نوفمبر. في وقت لاحق، شارك هازارد في أول مباراة احترافية له كبديل في الدقيقة 78.
عاد هازارد إلى فريق الاحتياطي في النادي وقضى ديسمبر يلعب مع الفريق. في أعقاب العطلة الشتوية، عاد هازارد إلى الفريق الأول في يناير وشارك في ثلاث مبارايات كبديل في الدوري أمام ميتز وسوشو وباريس سان جيرمان. بعد المباراة ضد باريس سان جيرمان، تم تخفيض رتبته إلى مستوى الهواة حيث لعب بشكل متزامن مع فريق الاحتياطي في القسم الرابع وفريق تحت 18 سنة في كأس جامبرديلا. في 17 مايو 2008، سجل أول هدف له مع الهواة في مباراة الفوز 3–2 على فيتري. أنهى هازارد مسيرته مع الهواة بلعبة لـ 11 مباراة وتسجيله لهدف وحيد، مما ساعد فريق الاحتياط على أنهى الدوري في المركز الخامس، الذي كان الأول بين فرق الاحتياطي للأندية المحترفة التي تلعب في المجموعة.

#### 2008–10: الموسم الأول والنجاح الفردي
في موسم 2008–09، حصل هازارد على القميص رقم 26 بعد لعبه بالقميص رقم 33 في موسمه الأول. تمت ترقيته إلى الفريق الأول بشكل دائم من قبل المدير الفني الجديد رودي غارسيا. في وقت مبكر، شارك كبديل في 14 سبتمبر 2008 أمام سوشو بالتعادل 1–1. أثبت في إحدى مبارياته كبديل بأنه مفيد ضد أوكسير في 20 سبتمبر. مع تأخر ليل بنتيجة 2–1 في الدقائق الأخيرة من المباراة، سدد تسديدة بالقدم اليمنى من خارج منطقة الجزاء لتسكن الشباك وتصبح النتيجة 2–2 في الدقيقة 88. مع ارتفاع ثقة ليل بعد الهدف، فاز الفريق بالمباراة 2–3 في الوقت المحتسب بدل الضائع بعد هدف من توليو دي ميلو. كان هذا أول هدف في مسيرة هازارد أدى إلى أن يصبح أصغر هداف في تاريخ النادي.
بعد أربعة أيام من تسجيله لأول هدف احترافي له، شارك هازارد كأساسي لأول مرة في مسيرته الاحترافية في مباراة الهزيمة 4–2 بركلات الترجيح أمام مونبلييه في كأس الرابطة الفرنسية. بعد مشاركته كبديل في مباريات الفريق الخمسة التالية في الدوري، في 15 نوفمبر، شارك هازارد كأساسي في أول مباراة له في الدوري ضد سانت إتيان. توج ظهوره بتسجيله الهدف الافتتاحي في فوز النادي 3–0. أدّى أداءه المميز مع النادي إلى عرض ليل عليه تمديد عقده لمدة ثلاث سنوات، والذي وافق عليه في 18 نوفمبر 2008، وربطه بالنادي حتى عام 2012.

بعد مشاركته كبديل في ديسمبر، عاد هازارد إلى التشكيلة الأساسية في يناير. في 23 يناير، سجل الهدف الثاني في الفوز 3–0 على نادي الهواة دنكرك في الجولة 32 من كأس فرنسا. بعد أسبوعين، سجل هدف الفوز في مباراة في الدوري ضد سوشو، وفي 22 فبراير، ساعد في الفوز أمام موناكو. في دور الستة عشر من بطولة كأس فرنسا، سجل هازارد هدفًا في الفوز 3–2 على حامل لقب البطولة ليون. في 26 أبريل، سجل هدف الافتتاح ضد مارسيليا، على الرغم من أن ليل خسر المباراة 1–2. في مباريات الدوري العشر الأخيرة من الموسم، شارك هازارد كأساسي في ثماني مباريات وساهم في مساعدة الفريق على احتلال المركز الخامس، مما أدى إلى تأهل ليل إلى الدوري الأوروبي. بعد الموسم، حصل على لقب أفضل لاعب شاب في من قبل الاتحاد الوطني للاعبي كرة القدم المحترفين، ليصبح أول لاعب غير فرنسي يحقق هذا الإنجاز.
في أعقاب موسم 2008–09، حدثت شائعة من وسائل الإعلام في العديد من البلدان فيما يتعلق بتوافر هازارد في سوق الانتقالات. على الرغم من إعلان ميشيل سيدو رئيس ليل أن اللاعب يريد البقاء في النادي لموسم آخر على الأقل، أعلنت عدة أندية اهتمامها باللاعب. وشملت هذه الأندية الإنجليزية أرسنال ومانشستر يونايتد، وإنتر ميلان الإيطالي، والأندية الإسبانية برشلونة وريال مدريد. أوصى الفرنسي زين الدين زيدان شخصيًا باللاعب للنادي الأخير.
بدأ هازارد موسم 2009–10 بشكل إيجابي حيث سجل هدف ليل الأول في أول مباراة رسمية لهم في هذا الموسم، وساهم في فوز الفريق 2–0 ضد النادي الصربي نادي أف كي سفاجنو في مباراة الذهاب من الجولة الثالثة من التصفيات المؤهلة للدوري الأوروبي. في 27 أغسطس، سجل هدفه الأوروبي الثاني في مباراة الإياب للنادي في جولة الإياب ضد نادي جينك البلجيكي. كان هدف ليل الأخير في فوز النادي 4–2. فاز الفريق 6–3 بمجموع المباراتين وتقدم إلى مرحلة المجموعات في الدوري الأوروبي.
في 22 أكتوبر، سجل هازارد هدفًا في فوز ليل المهم 3–0 على نادي جنوى الإيطالي في الدقيقة 84 بعد دخوله كبديل قبل 10 دقائق. عندما استلام الكرة من الجناح الأيسر، شرع هازارد في اختراق خط الوسط تجنب ستة مدافعين من جنوى قبل أن ينتهي الكرة في الشباك من مربع الـ18 ياردة. بعد شهر، لعب هازارد دورًا أساسيًا في سحق ليل 5–1 للنادي التشيكي سلافيا براغ.
في 20 ديسمبر، سجل هازارد أول هدف له في الدوري لهذا الموسم بفوز النادي 3–0 على لومان. كما صنع هدفين آخرين. في 30 يناير، سجل هازارد الهدف الوحيد في فوز ليل على غريمه ديربي دو نورد لانس. ساعد هذا الفوز النادي على تحقيق الاستقرار في الدوري من خلال حفظ مقعد له في دوري أبطال أوروبا. كما أنهى كارثة الأسبوع التي شهدت خروج ليل من كأس فرنسا. بعد خمسة أيام، توصل هازارد وليل إلى اتفاق بشأن تمديد عقده، والذي سيبقي اللاعب في النادي حتى عام 2014. في 11 مارس، سجل هازارد الهدف الوحيد في فوز ليل على نادي ليفربول الإنجليزي في مباراة الذهاب من دوري الأبطال حيث سجل من ركلة حرة في الدقيقة 83. بعد ثلاثة أسابيع، صنع هازارد هدفين في فوز النادي 4–1 على منافسهم على اللقب مونبلييه. أرتفعت عدد تمريراته الحاسمة في الدوري إلى سبعة، الأكثر في الدوري بالشراكة. عن أداءه المثير للإعجاب في شهر مارس، حصل هازارد على جائزة لاعب الشهر في الدوري الفرنسي.
في 29 أبريل، تم ترشيح هازارد لجائزة أفضل لاعب في الدوري الفرنسي خلال العام. تم ترشيحه أيضًا، للموسم الثاني على التوالي، لجائزة أفضل لاعب شاب في من قبل الاتحاد الوطني للاعبي كرة القدم المحترفين. في 9 مايو، حاز هازارد على جائزة أفضل لاعب شاب في العام من قبل الاتحاد الوطني للاعبي كرة القدم المحترفين للموسم الثاني على التوالي. أصبح هازارد أول لاعب منذ بدايتها في عام 1994 يفوز بها مرتين. خسر هازارد على جائزة أفضل لاعب في العام، والتي منحت لمهاجم ليون ليساندرو لوبيز.

#### 2010–12: ثنائية الدوري واستمرار النجاح الفردي
بدأ هازارد موسم 2010–11 كأساسي في أول ست مباريات مع ليل في الدوري لهذا الموسم، وكذلك نفس العدد من المباريات في الدوري الأوروبي. في 29 أغسطس 2010، سجل هدفه الأول لهذا الموسم بالتعادل 1–1 مع نيس. شارك هازارد، في وقت لاحق، كبديل في مباراة الهزيمة 1–2 أمام سبورتينغ لشبونة البرتغالي في الدوري الأوروبي ودخل كبديل في مباريات الدوري الثلاث التالية ضد تولوز ومونبلييه وليون. اعترف هازارد في وقت لاحق أن تذبذب مستواه أثر عليه وقال: «الشهرين الأولين كانا قاسيين بعض الشيء. لن أقول إنني بدأت أشك في قدراتي، لكنني بالتأكيد مررت بفترة غير متزّنة حقًا».
في 7 أكتوبر، قال جورج ليكنز، المدير الفني للمنتخب البلجيكي، مُعلقاً على قضية جلوس هازارد في الفنرة الأخيرة على مقاعد البدلاء مع ليل، إن اللاعب يحتاج إلى العمل بجدية أكبر، جسديًا وعقلانيًا، من أجل استعادة مستواه الذي ظهر به في العام الماضي. كما صرح مساعد مدرب المنتخب البلجيكي، مارك فيلموتس، أن هازارد غالباً ما يظهر عقلية كسولة أثناء التدريب مع المنتخب الوطني. ردّ رودي غارسيا على تصريحات ليكينز في اليوم التالي قائلًا إنه يعتقد بأنها كانت «متطرفة» وأن «إدين يبلغ من العمر 19 عامًا فقط ولا يزال بإمكانه إحراز المزيد من التقدم في جميع المجالات». عقب مباراة بلجيكا ضد كازاخستان، والتي لم يُستدعى بها هازارد في التشكيلة الأساسية أو حتى على مقاعد البدلاء، رد ليكينز على تصريحات غارسيا معلنا أنه لم يتراجع تصريحاته السابقة وأنه يجب على اللاعبين التفكير في الفريق وليس أنفسهم. تأمل هازارد نفسه، فيما بعد، في تصريحات ليكينز وغارسيا في فبراير 2011 موضحًا «تعلمت الكثير خلال تلك الأسابيع القليلة، من الناحية الذهنية. ومنذ ذلك الحين تحسنت الأمور».
بعد الاستراحة الدولية، استعاد هازارد أداءه وسجل الهدف الأخير في فوز ليل 4–1 على كاين في كأس الرابطة الفرنسية 2010–11 في 27 أكتوبر. بعد عشرة أيام، سجل هدفه الثاني في الدوري لهذا الموسم بفوزه بنتيجة 3–1 على المتصدر بريست. في 21 نوفمبر، صنع هازارد هدفي ليل في الفوز 1–2 على موناكو. استمر في سلسلة الانتصارات المحلية التي لم يهزم فيها النادي، والتي أدت إلى تصدر ليل لقائمة جدول ترتيب الدوري بعد فوزهم الكبير على لوريان 6–3 في 5 ديسمبر. في نهاية السنة التقويمية، سجل هازارد في المباراة الأولى للفريق ضد نادي الهواة فورباخ في كأس فرنسا. فاز ليل بالمباراة 3–1. في المباراة التالية للفريق، صنع الأهداف التي سجلها موسى سو وجرفينيو في الفوز 2–0 على نيس.
في 19 يناير، سجل هازارد الهدف الثاني بفوزه 3–0 على نانسي. في 4 مارس، أكد مسؤولو ليل أن هازارد أضاف سنة إضافية لعقده. ربطته الصفقة الجديدة بالنادي حتى عام 2015، كما جعلته اللاعب الأعلى أجرًا في دوري الدرجة الأولى ابتداءً من موسم 2011–12. في أول مباراة له بعد الخبر، سجل هازارد الهدف الافتتاحي في فوز ليل 2–1 خارج أرضه على غريمه مارسيليا. سجل الهدف من تسديدة بقدمه اليسرى من حوالي 35 مترًا (38 ياردة) وكانت سرعتها 95 كم / ساعة (59 ميلًا في الساعة).
في 2 أبريل، أحتفل هازارد في مباراته رقم 100 في الدوري مع ليل بتسجيله الهدف الثاني في الفوز 3–1 على كاين. عادل هذا الهدف أعلى عدد من الأهداف التي سجلها في موسم واحد كما ابتعد ليل بثماني نقاط في صدارة جدول الدوري. عن أداءه في شهر مارس، تم اختيار هازارد كأفضل لاعب في هذا الشهر للمرة الثانية في مسيرته المهنية. في 19 أبريل، بعد أن شارك كبديل في الشوط الأول، سجل هدف الافتتاح في فوز ليل 2–0 في نصف نهائي كأس فرنسا على نيس. قاعد هذا الفوز ليل إلى الوصول إلى نهائي كأس فرنسا 2011؛ أول ظهور للنادي في نهائي المسابقة منذ عام 1955. في 7 مايو، سجل هازارد هدف الفوز في المباراة من ركلة حرة في مباراة الفوز 1–0 على نانسي. بعد ثلاثة أيام، تم ترشيحه لجائزة لاعب العام في الدوري الفرنسي للعام الثاني على التوالي.
في نهائي كأس فرنسا، لعب هازارد 89 دقيقة حيث هزم ليل باريس سان جيرمان 1–0 على ملعب فرنسا. بعد أسبوع، انتزع ليل لقب الدوري الفرنسي الأول بالتعادل 2–2 أمام باريس سان جيرمان محققًا بذلك أول بطولة في دوري للنادي منذ موسم 1953–54 وأول ثنائية للنادي منذ موسم 1945–46. وكان الكأس المحلي ولقب الدوري أول لقبين يحصل عليهما هازارد في مسيرته. في اليوم التالي من فوز ليل بقلب الدوري، تم اختيار هازارد كأفضل لاعب في العام من قبل الاتحاد الفرنسي لكرة القدم ليصبح أصغر لاعب يفوز بالجائزة. تم اختياره أيضًا ضمن فريق العام في الدوري للموسم الثاني على التوالي.

#### 2011–12: الموسم الأخير

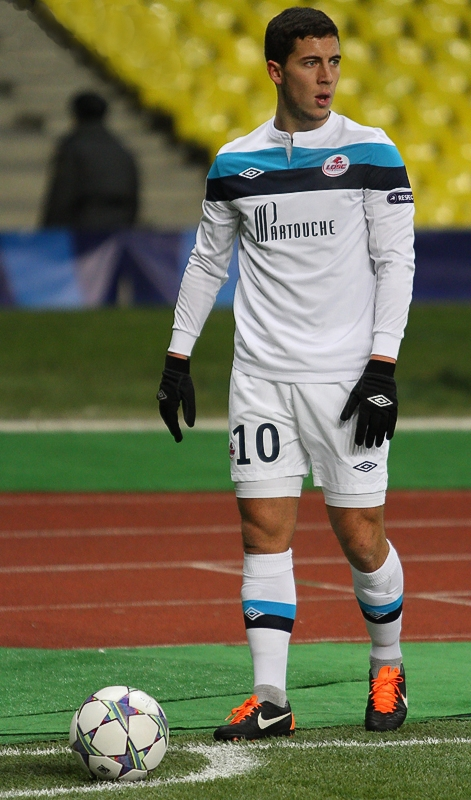
هازارد يستعد لتنفيذ ضربة زاوية مع ليل في 2011

قبل موسم 2011–12، حوّل هازارد رقم قميصه إلى رقم 10. في أول مباراة رسمية في هذا الموسم ضد مارسيليا في كأس الأبطال الفرنسي 2011، سجل هازارد الهدف الثاني للفريق، مما جعل ليل يتقدم بالنتيجة 2–0. عاد مارسيليا لاحقًا ليفوز في المباراة 5–4. في 20 أغسطس، في مباراة الفريق الثالثة في الدوري لهذا الموسم، صنع هازارد هدف ليل الافتتاحي، الذي سجله بينوا بيدريتي، في فوز 2–1 على كاين. بعد شهر في 10 سبتمبر، سجل هدفين في مباراة الفوز 3–1 على سانت إتيان. بعد أربعة أيام، شارك هازارد لأول مرة في دوري أبطال أوروبا في مباراة التعادل 2–2 أمام سيسكا موسكو الروسي.
في مباراة ليل التالية في الدوري بعد أول مباراة له في دوري أبطال أوروبا، قام بتسجيل ركلة جزاء في مباراة التعادل 2–2 أمام سوشو. بعد ثلاثة أيام، سجل هازارد هدف التعادل في تعادل 1–1 أمام بوردو. ضد طرابزون سبور التركي في 27 سبتمبر، صنع هدف ليل الوحيد، الذي سجله موسى سو، في مباراة التعادل 1–1. بعد مرور أكثر من شهرين دون تسجيله لأي هدف في الدوري، في 3 ديسمبر، شارك هازارد كبديل وسجل هدف الفوز من ركلة جزاء في مباراة الفوز على أجاكسيو–وكان التسديدة على «طريقة بانينكا». بعد ذلك بيومين، كان هازارد من بين العديد من اللاعبين الذين تم ترشيحهم لجائزة اليويفا لأفضل فريق في عام 2011.
في مباراة ليل الأخيرة قبل التوقف الشتوي، سجل هازارد في مباراة التعادل 4–4 أمام نيس. بعد تسجيل الهدف، احتفل هازارد بتوجيه تحية لمولامي بوكوتو، لاعب سابق في أكاديمية ليل للشباب الذي توفي في اليوم السابق. في مباراة ليل الأولى بعد التوقف الشتوي 2011–12، سجل هازارد هدفه التاسع في الموسم في مباراة الفوز بنتيجة 6–0 على نادي الهواة شانتيلي في كأس فرنسا. في الشهر التالي، هُزم ليل 2–0 من قبل منافسهم في الدوري مارسيليا وتم استبعادهم من كلا المسابقتين الوطنية.
في 28 يناير، سجل هازارد هدف الفريق الافتتاحي من ركلة جزاء في مباراة الفوز 3–0 على سانت إتيان. بعد أسبوعين، سجل من ركلة حرة ضد بوردو. كان ليل يتخلف 4–1 قبل الهدف وأستطاعوا تعديل النتيجة لتصبح 4–4، ومع ذلك، سجل بوردو في الوقت بدل الضائع ليُحقق الفوز 5–4. في 3 مارس، سجل هازارد هدفي الفريق في مباراة التعادل 2–2 أمام أوكسير.
في 18 مارس، سجل هازارد هدف وصنع اثنين آخرين في مباراة الفوز 4–0 على غريمه المحلي فالينسيان. في مباراة ليل التالية ضد إيفيان، سجل هازارد من ركلة جزاء وصنع هدف ديميتري باييت في مباراة الفوز 3–0. في الأسبوع التالي، في 1 أبريل 2012، سجل هازارد من ركلة جزاء في الشوط الأول وصنع لاحقًا هدف لباييت في مباراة الفوز تولوز 2–1.
في 15 أبريل، شهد هازارد مشاركته رقم 100 على التوالي في الدوري الفرنسي، والذي هو حتى الآن، أطول رقم متتالي من المشاركات في الدوري الفرنسي، واستطاع من تسجيل هدف وصنع آخر في مباراة الفوز 4–1 على أجاكسيو. بعد أسبوع، سجل هازارد هدفًا آخر، هذه المرة بفوزه بنتيجة 2–0 على ديجون. في 29 أبريل، وفي المباراة الحاسمة في الدوري ضد باريس سان جيرمان، قام هازارد بالتسجيل من ركلة جزاء تاسعة في هذا الموسم ليتعادل فريقه بالمباراة في 1–1. ساهم هازارد في وقت لاحق من المباراة في صناعة هدف ليل في المباراة بعد تقديم عرضية على طريقة مهارة رابونا في منطقة الجزاء، والتي وضعت في الشباك من قبل المهاجم نولان رو ليعطي ليل التقدم والفوز 2–1.
في 28 أبريل، للموسم الثالث على التوالي، تم ترشيح هازارد لجائزة أفضل لاعب في العام في الدوري الفرنسي. بعد أسبوعين، حصل على الجائزة مُتفوقاً على أوليفيه جيرو ويونس بلهندة. بعد حصول على الجائزة، أصبح هازارد ثاني لاعب في تاريخ الجائزة بعد مهاجم باريس سان جيرمان السابق باوليتا يحققق الجائزة في موسمين متتاليين. تم اختياره أيضًا ضمن في فريق العام للموسم الثالث على التوالي. في 20 مايو، شارك هازارد في مباراته الأخيرة كلاعب لنادي ليل، من قبيل الصدفة، ضد نانسي، النادي الذي لعب ضده في مشاركة له مع ليل. في المباراة، سجل هازارد أول هاتريك له كلاعب محترف في مباراة الفوز 4–1.

### تشيلسي
في 4 يونيو 2012، أكد نادي تشيلسي رسميًا عبر موقعه الرسمي على الإنترنت أنه قد وافق على شروط نادي ليل بخصوص انتقال هازارد. لاعب خط الوسط وافق على الشروط الشخصية مع النادي واجتاز الفحص الطبي. وتم الإعلان عن قيمة الصفقة، حيث بلغت 32 مليون جنيه إسترليني.

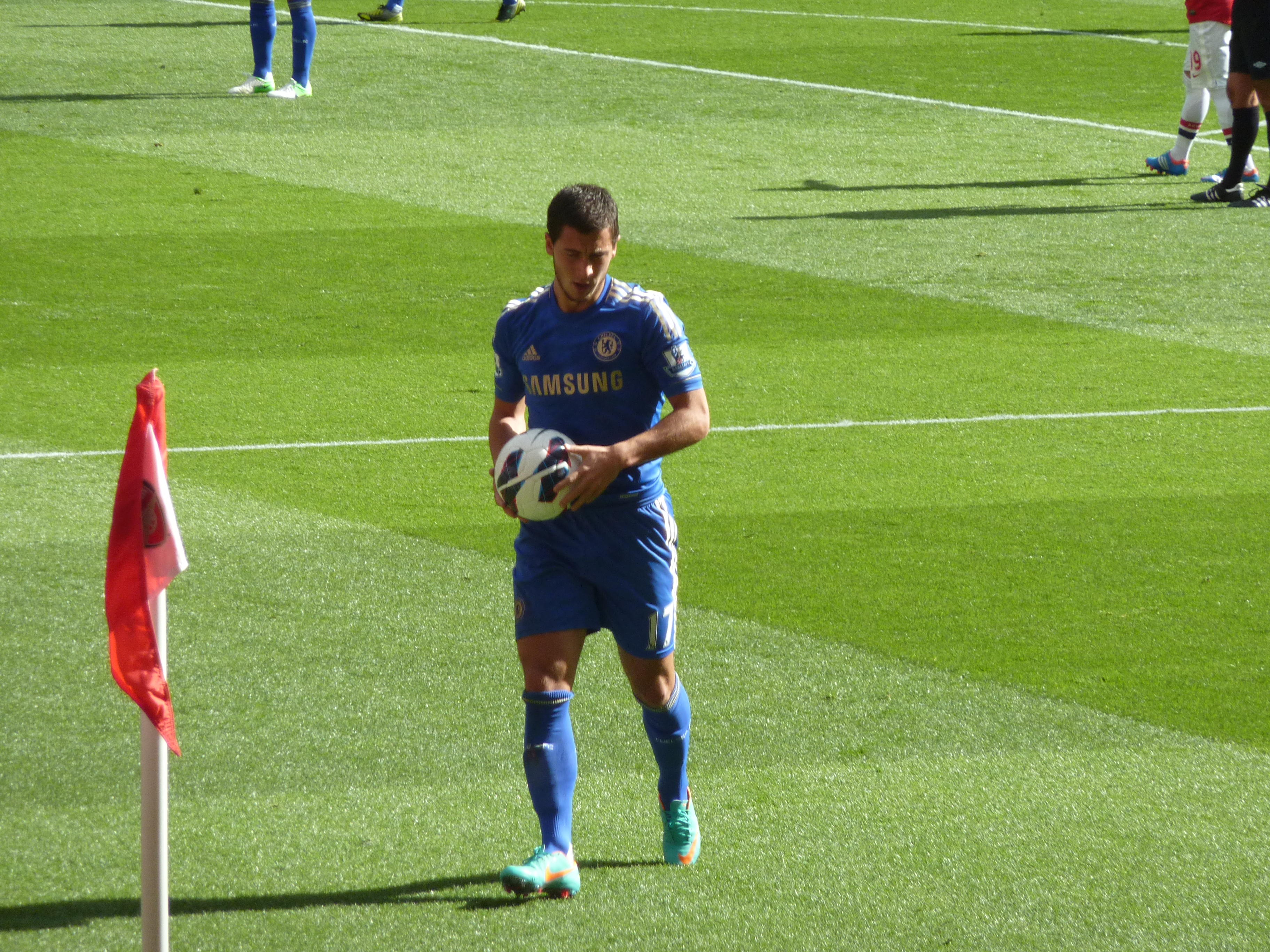
هازارد يستعد للعب ضربة الزاوية في 2012

عند توقيعه مع تشيلسي، قال هازارد عبر الموقع الرسمي للنادي «أشعر بالسعادة لوصلي إلى هنا أخيراً. إنه نادي رائع ولا أستطيع الانتظار للبدء». وتم إعطاؤه الرقم 17 نفس الرقم الذي كان يرتديه جوزيه بوسينغوا. في 18 يوليو، شارك هازارد لأول مرة مع تشيلسي في أول مباراة ودية للفريق في الموسم السابق ضد سياتل ساوندرز ولعب أغلب المباراة، وأفتتح التسجيل لتشيلسي.

#### 2012–13: أول بطولة مع تشيلسي

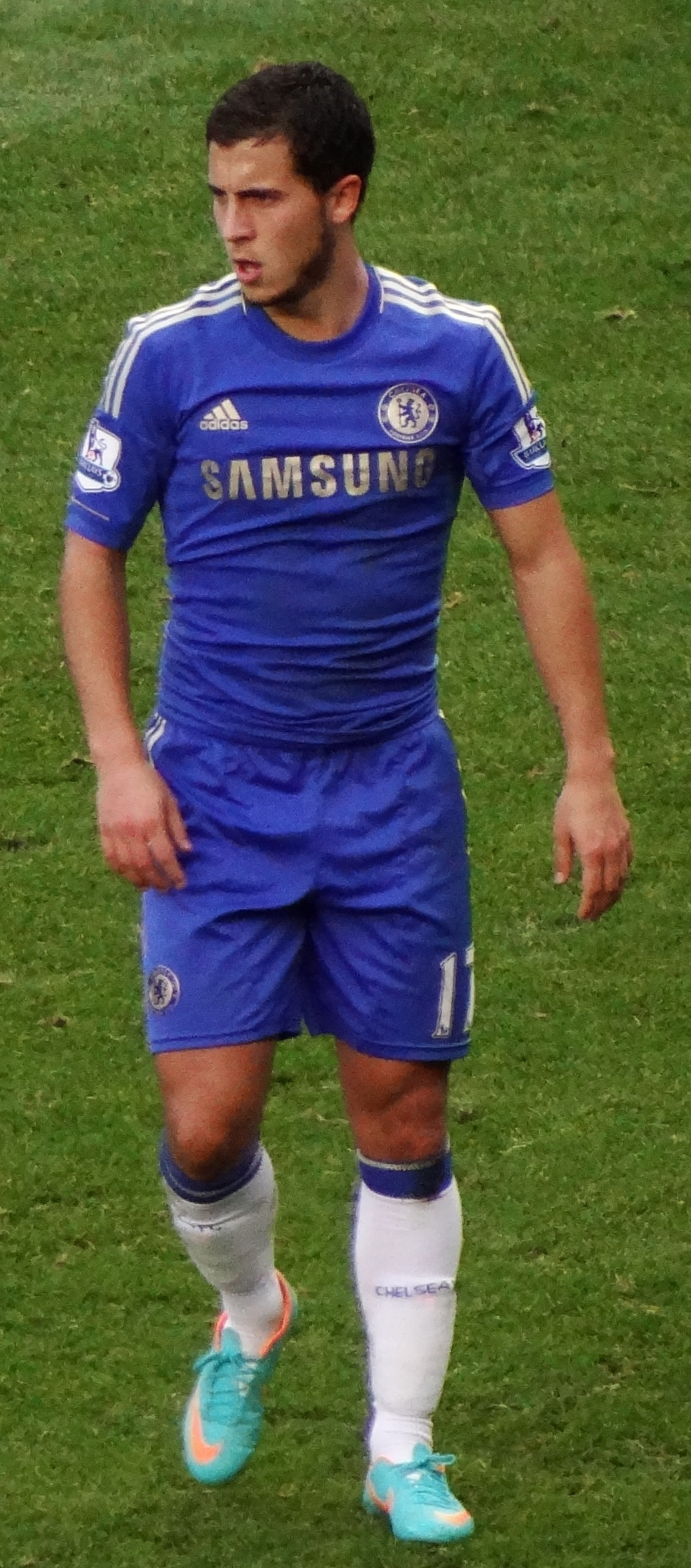
هازارد يلعب مع تشيلسي في أكتوبر 2012.

في 12 أغسطس 2012، شارك هازارد في أول مباراة رسمية له مع تشيلسي في درع الاتحاد الإنجليزي 2012 ضد مانشستر سيتي، والتي انتهت بالهزيمة 3–2 على ملعب فيلا بارك. بعد أسبوع، شارك لأول مرة في الدوري الإنجليزي الممتاز ضد ويغان أتلتيك على ملعب دي دبليو. في المباراة، صنع هازارد هدف لزميلة برانيسلاف إيفانوفيتش، وبعدها بدقائق حصل على ركلة جزاء، والتي قام فرانك لامبارد بتسديدها وتسجيلها، ليفوز فريقه بالمباراة 2–0. شارك لأول مرة على ملعب ستامفورد بريدج في المباراة التالية للفريق، ضد نادي ريدنغ في 22 أغسطس، وتسبب بركلة جزاء أخرى نجح لامبارد لتحويلها إلى هدف مرة أخرى. صنع هازارد أيضا أهداف غاري كاهيل وبرانيسلاف إيفانوفيتش حيث فاز تشيلسي 4–2. بعد ثلاثة أيام، سجل هازارد هدفه الأول مع تشيلسي من ركلة جزاء في مباراة فوز فريقه 2–0 أمام نيوكاسل يونايتد.
شارك هازارد لأول مرة في دوري أبطال أوروبا في المباراة الافتتاحية للمجموعات ضد يوفنتوس. في 6 أكتوبر، سجل هدف لتشيلسي في مباراة الفوز 4–1 ضد نورويتش سيتي. خلال شهر ديسمبر، سجل هدف في مباراتين متتاليتين، في مباراة الفوز 5–1 على ليدز يونايتد في كأس رابطة الأندية الإنجليزية، ومباراة الفوز 8–0 في الدوري على أستون فيلا.
في يناير 2013، سجل هازارد هدفاً بقدمه اليسرى من على بعد 25 ياردة في مباراة فوز تشيلسي 4–0 على ستوك سيتي، حيث ألحق تشيلسي أول هزيمة لستوك على أرضه في الموسم. وسجل مرة أخرى في المباراة التالية في مباراة التعادل 2–2 على أرضه ضد ساوثهامبتون.
في 23 يناير 2013، تم طرد هازارد في مباراة الإياب من الدور نصف النهائي في كأس رابطة الأندية الإنجليزية ضد سوانزي سيتي بسبب ركله الكرة من تحت صبي كان مستلقياً عليها لإضاعة الوقت. وخسر تشيلسي المباراة بنتيجة 2–0. بعد ذلك، صرح عبر تليفزيون تشيلسي قائلا: «أعتذرت وأعتذر الفتى». تم الكشف لاحقا أن الصبي البالغ من العمر 17 عاما كان قد خطط قبل المباراة لتضييع الوقت عمدا. في 9 فبراير، سجل هدف بعد عودته من الإيقاف في مباراة الفوز 4–1 على أرضه ضد ويغان أتلتيك.
21 فبراير 2013، دخل هازارد كبديل ضد سبارتا براغ وسجل هدف فردي في الوقت بدل الضائع، ليتقدم بشيلسي إلى دور الستة عشر. مرة أخرى دخل هازارد من مقاعد البدلاء ليكون له تأثير على تشيلسي، وسجل هدف وصنع أخر لراميريز، ليعيد البلوز من الخسارة 2–0 إلى التعادل 2–2 ضد مانشستر يونايتد في ربع النهائي من كأس الاتحاد الإنجليزي في 10 مارس. في 17 مارس 2013، أختير هازارد كرجل المباراة عن أداءه في مباراة الفوز 2–0 على ملعب ستامفورد بريدج أمام وست هام يونايتد، حيث صنع هدف فرانك لامبارد رقم 200 مع تشيلسي وبعدها سجل هدف. في 11 مايو 2013، وعلى ملعب فيلا بارك صنع هازارد هدف لامبارد ضد أستون فيلا، مما مكّن لامبارد من رقم بوبي تامبلينج القياسي كأفضل هداف في تاريخ تشيلسي. إلا أن الإصابة التي تعرض لها في نفس المباراة استبعدته من لعب نهائي الدوري الأوروبي 2013. أنهى هازارد موسمه الأول في تشيلسي برصيد 13 هدفاً في جميع المسابقات.

#### 2013–15: الفوز بالدوري الإنجليزي والنجاح الفردي
إحدى مباريات تشيلسي الأولى في هذا الموسم كانت ضد بايرن ميونخ في كأس السوبر الأوروبي 2013، حيث لعب هازارد دورًا أساسيًا في تعزيز الهدف الأول وسجل الهدف الثاني، لكنه خسر في النهاية 5–4 في ركلات الترجيح. في أكتوبر 2013، سجل هازارد، بعد دخوله كبديل هدف في مباراة الفوز 3–1 في الدوري الإنجليزي الممتاز ضد نورويتش سيتي على ملعب كارو رود، قبل أن يسجل هدفين ويصنع آخر لصامويل إيتو في مباراة هزيمة كارديف سيتي. سجل هازارد هدفه الخامس لهذا الموسم ضد شالكه في مباراة الفوز الحاسم في دور المجموعات بدوري أبطال أوروبا 0–3. في أكتوبر، كان هازارد جزءًا من قائمة اللاعبين المؤلفة من 23 لاعب المرشحين لجائزة الكرة الذهبية المرموقة.

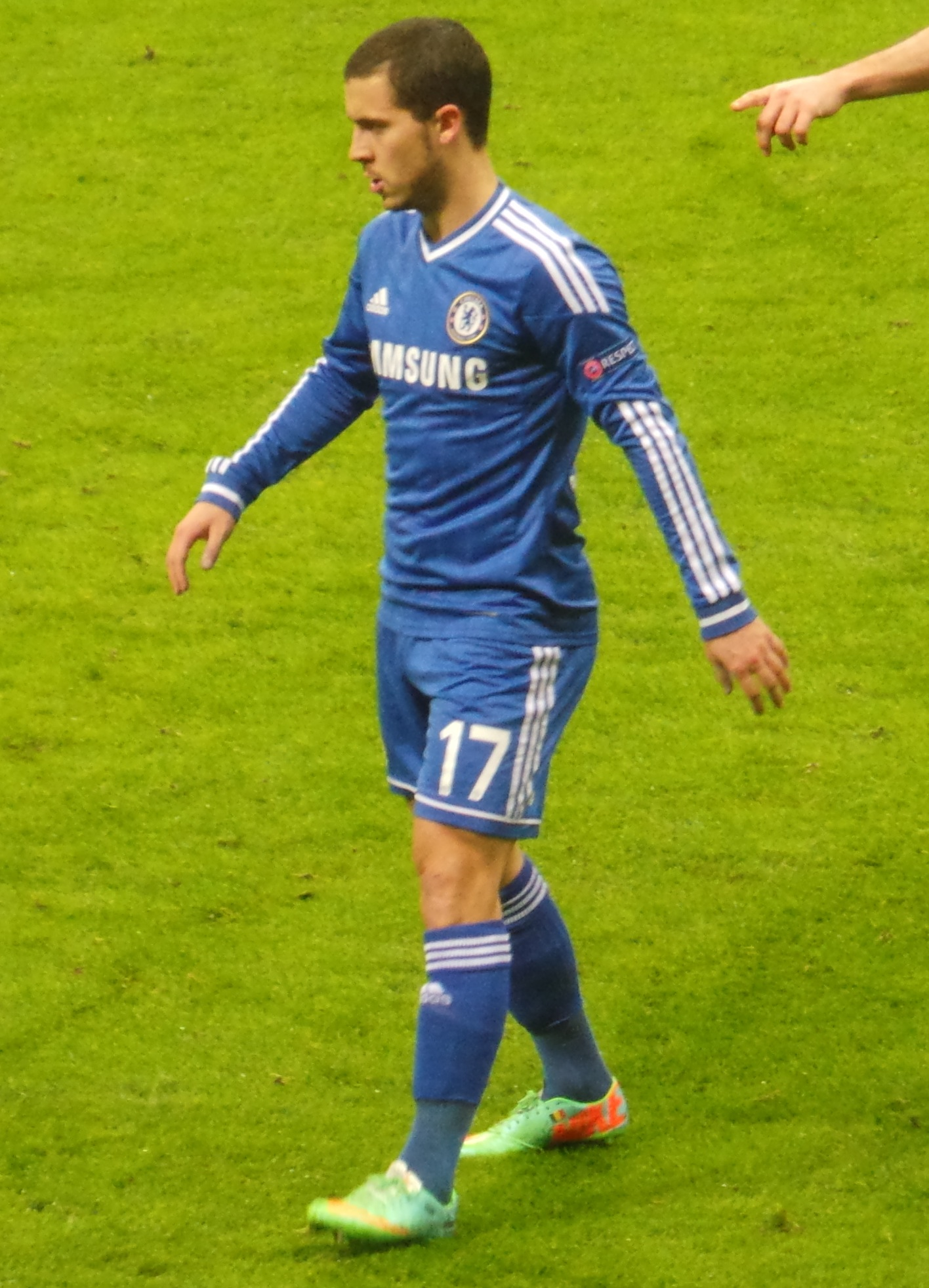
هازارد يلعب ضد غلطة سراي في مباراة بدوري أبطال أوروبا، فبراير 2014.

في 9 نوفمبر 2013، صنع هازارد هدف تشيلسي الأول ضد وست بروميتش ألبيون، الذي سجله صمويل إيتو. في وقت لاحق من المباراة، تأخر تشيلسي بالنتيجة 1–2، ولكن هازارد سجل من ركلة جزاء في اللحظة الأخيرة ليحقق نقطة لفريقه. في 4 ديسمبر 2013، سجل هازارد هدفين في مباراة الفوز 4–3 على سندرلاند، مع المدرب جوزيه مورينيو الذي زعم أن هازارد قدم أفضل أداء له في هذا الموسم. كما أشاد غوس بويت مدرب سندرلاند بهازارد وتأثيره الفردي على المباراة قائلاً: «كان إدين هازارد رائعًا. لقد كان غير قابل للإيقاف، كمدرب لم أواجه أي لاعب مثله».

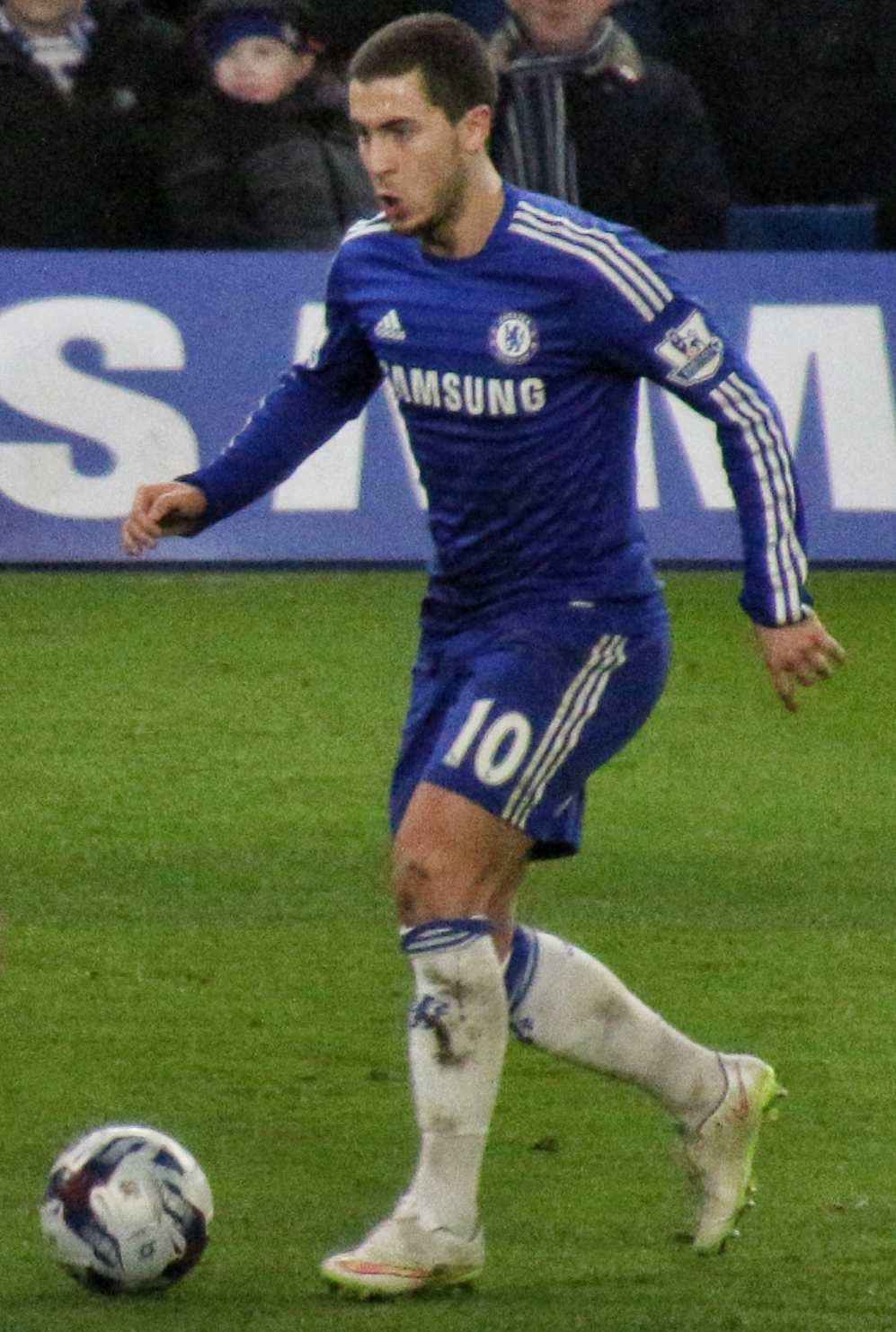
هازارد يلعب ضد ليفربول في نصف نهائي كأس الرابطة، يناير 2015.

في 26 ديسمبر 2013، سجل هازارد الهدف الوحيد في فوز تشيلسي 1–0 على سوانزي سيتي. في مباراة تشيلسي التالية في الدوري، سجل هازارد هدفا من 25 ياردة خلال فوز تشيلسي 1–2 على ليفربول. في الأسبوع التالي، سجل هازارد الهدف الافتتاحي في فوز تشيلسي 2–0 على هال سيتي. بعد أن حافظ هازارد على أداءه الممتاز في فوز تشيلسي 1–0 على مانشستر سيتي على ملعب الاتحاد في 3 فبراير 2014، صرح مورينيو أن هازارد أفضل لاعب كرة قدم شاب في العالم. سجل هازارد أول هاتريك له في الدوري الممتاز ضد نيوكاسل يونايتد على ملعب ستامفورد بريدج في 8 فبراير.
في 27 أبريل 2014، فاز هازارد بجائزة أفضل لاعب شاب في إنجلترا، وحصل على المركز الثاني بعد لويس سواريز في جائزة أفضل لاعب في إنجلترا، عن أدائه الجيد في الهجوم تحت قيادة جوزيه مورينيو. بعد خروج تشيلسي من دوري أبطال أوروبا أمام أتلتيكو مدريد، صرح هازارد أن تشيلسي تم إعداده للهجوم المضاد فقط. ورد مورينيو بالقول إن هازارد «ليس جاهزًا ذهنيًا» ليساعد دفاعه، حيث يلومه على الهدف الأول الذي سجله الخصم. في مايو 2014، حصل هازارد على جائزة أفضل لاعب في تشيلسي في موسمه الثاني في ستامفورد بريدج.
عند مغادرة خوان ماتا النادي في يناير 2014، حصل هازارد على القميص رقم 10 مع تشيلسي قبل موسم 2014–15. في 5 أكتوبر، ربح ركلة جزاء ضد أرسنال بعد تعرضه للعرقلة من قبل لوران كوشيلني، ثم حولها إلى هدف، ليفتتح التسجيل في المباراة لاتي انتهت بالفوز 2–0 مما جعل تشيلسي آخر فريق لم يهزم في الدوري. بعد تسجيله لكرة الجزاء عزز رقمه بتسجيله 16 ركلة جزاء من أصل 16 تقدم لتنفيذها بنسبة 100٪ نجاح. كما أصبح اللاعب الوحيد في أوروبا الذي سدد أكثر من 15 ركلة جزاء وسجلها كلها.
أهدافه الأولى من موسم دوري أبطال أوروبا جاءت في 21 أكتوبر، من ركلة جزاء ومن لعب مفتوح في مباراة الفوز 6–0 على ماريبور. في 5 نوفمبر، خارج أرضه أمام الفريق السلوفيني، حصل على ركلة جزاء في الدقيقة 85 لكن تم التصدي لها من قبل ياسمين هاندانوفيتش لتنتهي المباراة بالتعادل 1–1. افتتح هازارد التسجيل في المباراة التي فاز فيها تشيلسي 2–0 على هال سيتي في 13 ديسمبر، وكان هذا هو هدفه الثاني برأسه طوال مسيرته الاحترافية. جاء الرأس متفاجئًا بالنسبة للكثيرين، حتى مورينيو الذي قال: «إنه سجل في الهواء، لقد فوجئت. لقد قفز كثيرًا ولكنه عادة ما يغلق عينيه. لذلك فوجئت، لكن كان هدف جيد جدًا».
في 12 فبراير 2015، وقع هازارد عقدًا جديدًا لمدة خمس سنوات ونصف مع تشيلسي. بعد التوقيع، قال هازارد: «لقد وقعت عقدًا جديدًا وأنا سعيد جدًا لأنني ألعب مع أحد أفضل الأندية في العالم». لعب 90 دقيقة كاملة في فوز النادي في نهائي كأس رابطة الأندية على ملعب ويمبلي في 1 مارس، بفوزه 2–0 على توتنهام.
في 18 أبريل، سجل هازارد الهدف الوحيد في مباراة الفوز على مانشستر يونايتد على أرضه. تم اختياره كرجل للمباراة. كنتيجة لأداء هازارد المثير للإعجاب خلال موسم 2014–15، صرح مديره الفني قائلاً أنه: «واحد من أفضل ثلاثة لاعبين في العالم». في 26 أبريل، حصل هازارد على جائزة أفضل لاعب في إنجلترا. وبعد أسبوع، سجل هدف المباراة الوحيد في مباراة هزيمة تشيلسي لكريستال بالاس ليفوز النادي بأول لقب له في الدوري الإنجليزي الممتاز منذ عام 2010.

#### 2015–16: التذبذب

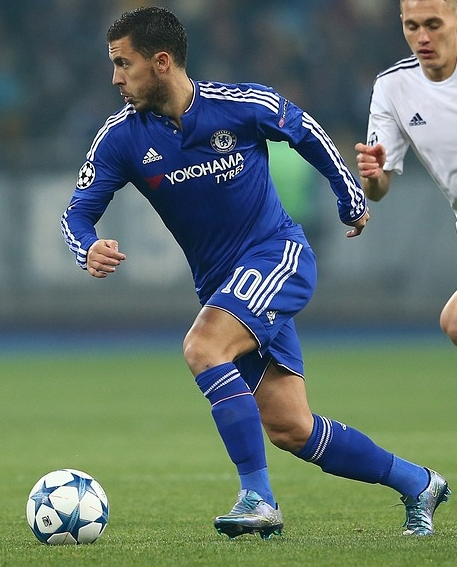
هازارد يلعب ضد دينامو كييف في دوري أبطال أوروبا 2015–16

بدء هازارد بداية صعبة لموسم 2015–16، حيث أضاع ركلة جزاء في مرحلة المجموعات في دوري أبطال أوروبا ضد مكابي تل أبيب. في 27 أكتوبر، في الدور الرابع من كأس رابطة الاندية المحترفين خارج ملعبه أمام ستوك سيتي، كان هازارد اللاعب الوحيد الذي أضاع ركلة جزاء من تشيلسي في ركلات الترجيح، حيث تم إنقاذ التصدي لركلته من قبل الحارس جاك بوتلاند. عانى هازارد طوال 2288 دقيقة حيث لم يسجل أي هدف في 30 مباراة حتى 31 يناير 2016، عندما سجل من ركلة جزاء، هدفه الخمسين مع تشيلسي في جميع المسابقات، في مباراة الفوز 5–1 أمام ميلتون كينز دونز في الدور الرابع من كأس الاتحاد الإنجليزي.
بقي بدون أهداف في الدوري حتى 23 أبريل، عندما سجل هدفين في مباراة الفوز 4–1 على بورنموث. بعد النتيجة، أصر المدير المؤقت غوس هيدينك على أن هازارد سيبقى مع تشيلسي في الموسم المقبل. وللموسم الثاني على التوالي، سجل هازارد الهدف الذي أعلن عن الفائز بالدوري الإنجليزي الممتاز. حيث دخل كبديل أمام توتنهام في 2 مايو، وسجل هدف التعادل بعد أن كان تشيلسي متأخر بنتيجة 2–0 في نهاية الشوط الأول. وكانت النتيجة تعني أنليستر سيتي فاز باللقب على حساب توتنهام. في 11 مايو 2016، سجل هازارد هدفه الرابع والأخير في هذا الموسم ضد ليفربول، على الرغم من أن تشيلسي لم يتمكن من الصمود في النتيجة، بينما سجل مواطنه كريستيان بينتيكي هدفاً في الوقت الإضافي لتنتهي المباراة بالتعادل 1–1.

#### 2016–18: الفوز بالدوري الإنجليزي وأول لقب في كأس الاتحاد

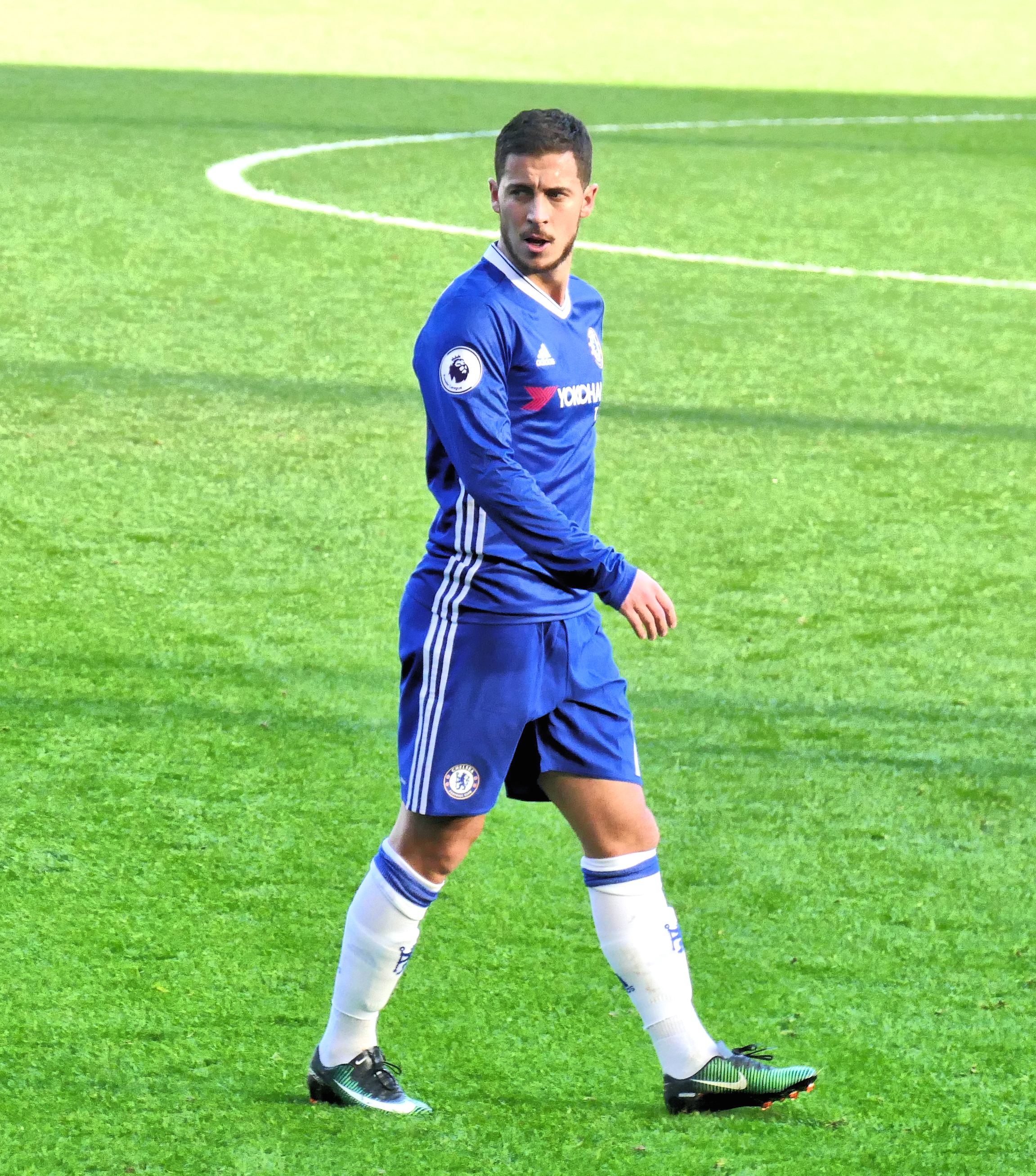
هازارد في مباراة ضد وست بروميتش ألبيون خلال مباراة في الدوري الإنجليزي الممتاز، ديسمبر 2016.

في 15 أغسطس 2016، في مباراة تشيلسي الافتتاحية في الدوري لهذا الموسم، سجل هازارد ركلة جزاء في مباراة الفوز 1–2 على وست هام يونايتد. لمس هازارد الكرة 81 مرة في المباراة، وحصل على جائزة رجل المباراة. في 27 أغسطس، حصل هازارد على لقب رجل المباراة في مباراة الفوز 3–0 على بيرنلي، وسجل الهدف الافتتاحي في الدقيقة التاسعة. بعد انتهاء التصويت في 5 سبتمبر، حصل هازارد على أكبر عدد من الأصوات من الاستطلاع العام 41٪، لجائزة لاعب الشهر في الدوري الإنجليزي الممتاز على الرغم من أن رحيم ستيرلينغ تم اختياره لاحقًا كأفضل لاعب في الشهر من قبل لجنة الدوري الممتاز.
في 15 أكتوبر 2016، أهدى هازارد إلى جانب دييغو كوستا أهدافهما لويليان، والتي توفيت والدته في وقت سابق من هذا الأسبوع، في مباراة الفوز 3–0 على حامل اللقب ليستر سيتي. في 23 أكتوبر، سجل هدفه الرابع هذا الموسم في مباراة الفوز 4–0 على فريق مدرب تشيلسي السابق جوزيه مورينيو مانشستر يونايتد، ليساوي عدد أهدافه الدوري التي حققها في الموسم السابق. واصل هازارد أداءه الممتاز، حيث سجل الهدف الأول وصنع الثاني في مباراة الفوز 2–0 على ساوثهامبتون في 30 أكتوبر. كانت هذه المرة الأولى التي يسجل فيها في ثلاث مباريات متتالية في الدوري الممتاز. استمر تقدمه في المباراة التالية حيث سجل هدفين وصنع آخر في فوز تشيلسي 5–0 على إيفرتونٍ على ملعب ستامفورد بريدج في 5 نوفمبر. بسبب أداء هازارد ضد إيفرتون حصل على جائزة رجل المباراة، وهو الثالث له على التوالي في الدوري الممتاز. في 18 نوفمبر 2016، حاز هازارد على لقب أفضل لاعب في الدوري الإنجليزي الممتاز لشهر أكتوبر.

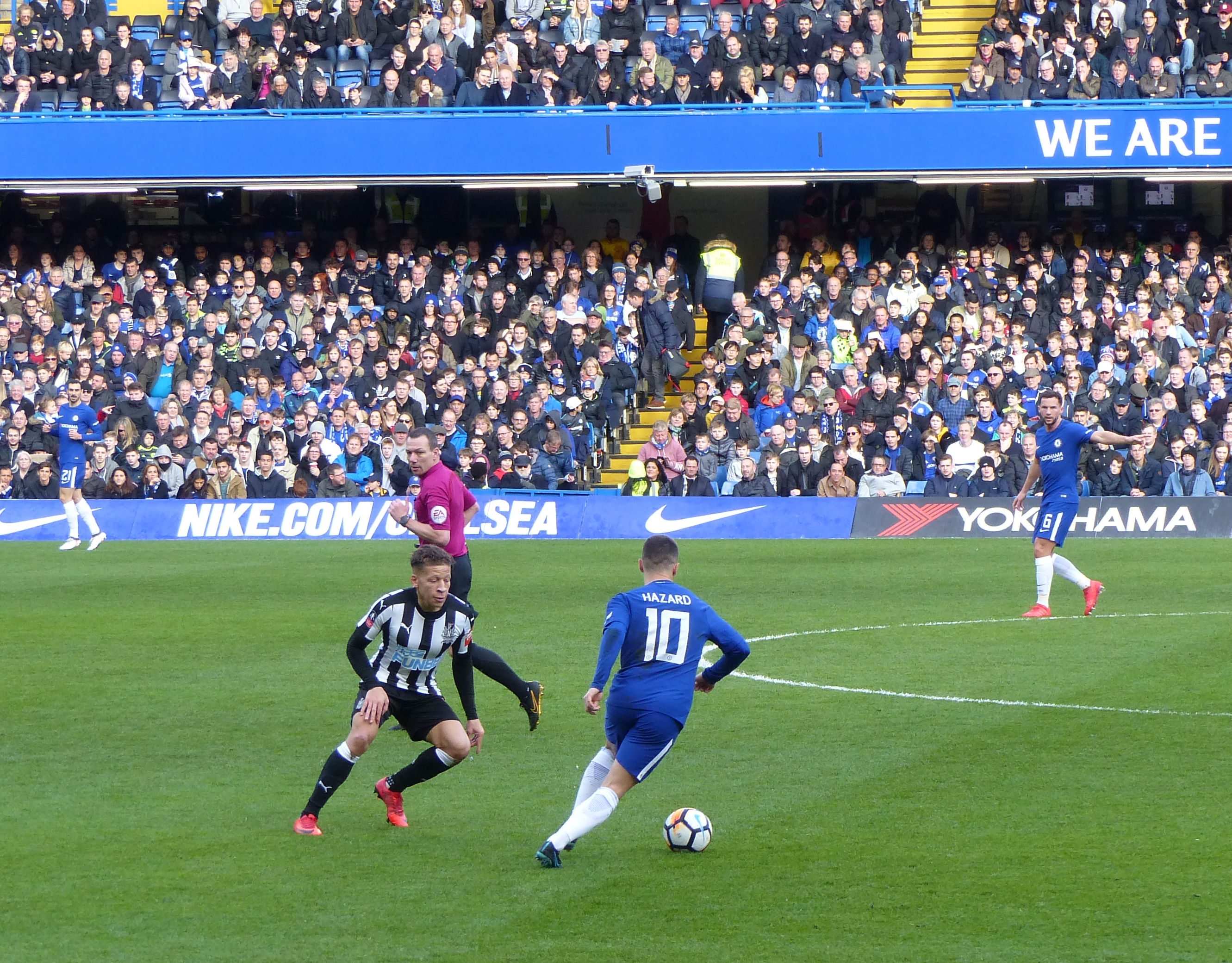
هازارد (رقم 10) يلعب ضد نيوكاسل يونايتد في كأس الاتحاد الإنجليزي، يناير 2018.

في 26 ديسمبر 2016، قاد هازارد البلوز للفوز الثاني عشر على التوالي في الدوري، وهو رقم قياسي جديد للنادي، في مباراة الفوز 3–0 على بورنموث. كما أنه حوّل ركلة جزاء لهدفه الـ 50 في الدوري الممتاز، مما جعله سادس لاعب من تشيلسي يحقق هذا الإنجاز. في 20 أبريل 2017، تم اختيار هازارد ضمن تشكيلة العام للدوري الإنجليزي للمرة الرابعة في مواسمه الخمسة مع تشيلسي. بعد ذلك بيومين، سجل هدفا بعد مشاركته كبديل في فوز تشيلسي 4–2 في نصف نهائي كأس الاتحاد الإنجليزي على غريمه توتنهام هوتسبير على ملعب ويمبلي.
بداية فصل الصيف، عانى هازارد من إصابات أثناء التدريبات خلال الواجب الدولي. استبعدته الإصابة من 6 إلى 8 أسابيع. لذلك غاب هازارد عن مباريات ما قبل الموسم كاملة والمباريات الافتتاحية في الدوري. في 25 أغسطس 2017، عاد هازارد إلى اللعب، حيث شارك في 75 دقيقة مع تشيلسي تحت 23 سنة. في 28 أكتوبر 2017، سجل هازارد هدفه الأول في الدوري لهذا الموسم في المباراة التي فاز فيها على بورنموث 1–0. في 3 يناير 2018، سجل هازارد في مباراة التعادل 2–2 ضد الغريم نادي أرسنال. هدفين في مرمى برايتون أند هوف ألبيون في 20 يناير جعلت منه يصل إلى هدفه رقم 100 بالدوري في مسيرته. وفاز تشيلسي بالمباراة بنتيجة 4–0 على ملعب فالمر. في 12 فبراير، سجل هازارد هدفين في مباراة الفوز بنتيجة 3–0 على وست بروميتش ألبيون.
في نهائي كأس الاتحاد الإنجليزي 2018 في 19 مايو، دخل هازارد منطقة الـ18 لمانشستر يونايتد، حيث تعرض للعرقلة من قبل المدافع عن فيل جونز ليتسبب بركلة جزاء سجل من خلالها هدف المباراة الوحيد أمام حارس الشياطين الحمر دافيد دي خيا.

#### 2018–19: الموسم الأخير

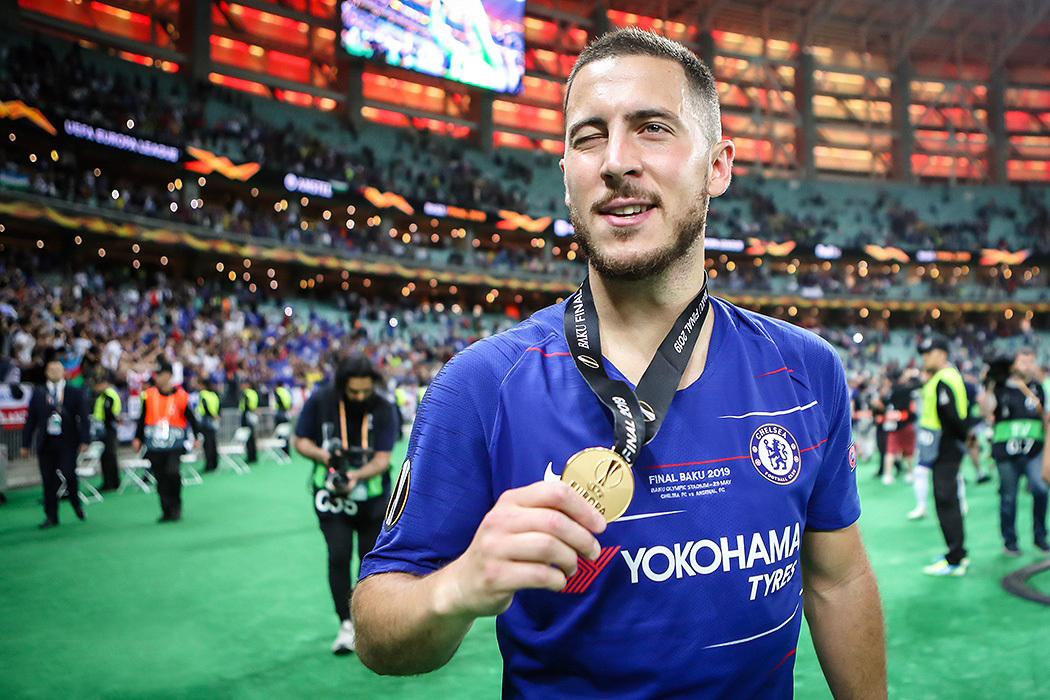
هازارد يرتدي ميدالية أبطال الدوري الأوروبي بعد تسجيله هدفين في المباراة النهائية وحصوله على لقب رجل المباراة

سجل هازارد من ركلة جزاء في أول مشاركة له بموسم 2018–19، حيث فاز فريقه 2–1 أمام نيوكاسل يونايتد في 26 أغسطس. في 15 سبتمبر، سجل هازارد هاتريك في مباراة الفوز 4–1 على كارديف سيتي. دخل من مقاعد البدلاء ليمكّن تشيلسي من الفوز 2–1 أمام ليفربول في الدور الثالث من كأس رابطة الأندية الإنجليزية على ملعب الأنفيلد في 26 سبتمبر. وكان هذا هو هدفه السادس من سبع مباريات له في هذا الموسم. في المباراة التالية، ضد ليفربول في الدوري، سجل هدفه السابع من ثامن مبارياته، حيث افتتح التسجيل في مباراة التعادل 1–1 على ملعب ستامفورد بريدج. في 16 ديسمبر، سجل هازارد هدف وصنع آخر لبيدرو في مباراة فوز تشيلسي 2–1 على مضيفه برايتون أند هوف ألبيون في الدوري، قبل نزوله كبديل ليساعد تشيلسي للوصول إلى نصف نهائي كأس رابطة الأندية الإنجليزية على حساب نادي بورنموث بعد ثلاثة أيام. سجل هدفي مباراة الفوز 2–1 أمام واتفورد على ملعب فيكارج رود، وكان هدفه الأول هو الهدف رقم 100 له مع البلوز والهدف 150 في مسيرته مع الأندية. في 9 مايو، سجل هازارد ركلة جزاء حاسمة في مباراة الفوز 4–3 على آينتراخت فرانكفورت في ستامفورد بريدج ليرسل تشيلسي إلى نهائي الدوري الأوروبي. بسبب تمريرة لـ15 تمريرة حاسمة في الدوري الإنجليزي الممتاز 2018–19 فاز بجائزة أفضل صانع الألعاب في الدوري.
في 29 مايو، فاز تشيلسي بالدوري الأوروبي بعد فوزه بنتيجة 4–1 على أرسنال في المباراة النهائية، حيث سجل هازارد هدفين، وصنع هدف بيدرو. بعد المباراة، أشار هازارد أن هذه المباراة هي الأخيرة له مع البلوز.

### ريال مدريد

#### الانتقال

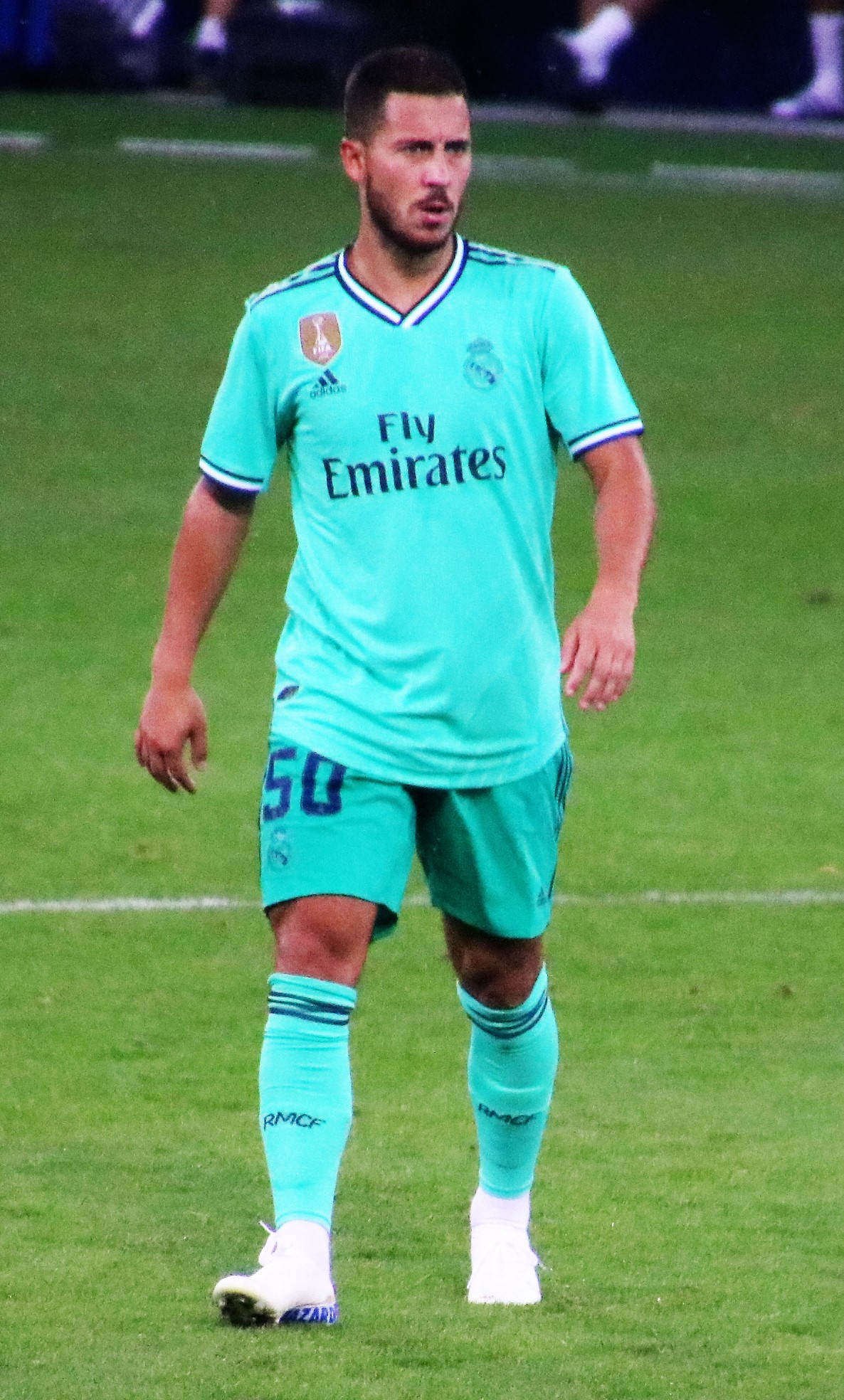
هازارد خلال مباراة ما قبل الموسم مع ريال مدريد في 2019

في 7 يونيو 2019، تم الإعلان عن انضمام هازارد إلى ريال مدريد بداية من موسم 2019–20، ووقع عقد يربطه بالنادي حتى 30 يونيو 2024، مقابل رسوم مبدئية تبلغ حوالي 100 مليون يورو، والتي قد ترتفع إلى 130 مليون يورو بسبب رسوم إضافية، وسيتقاضى راتباً مُتوقع قدره 400 ألف جنيه إسترليني. تم تقديم هازارد رسميًا أمام 50.000 مشجع في 13 يونيو 2019 على ملعب سانتياغو برنابيو. أصبح هازارد أغلى لاعب في تاريخ ريال مدريد بعد غاريث بيل الذي تم التوقيع معه مقابل 101 مليون يورو في عام 2013. وفي حالة تلبية أي من المتغيرات، فإن هازارد سيصبح حينئذ أغلى لاعب في تاريخ ريال مدريد في تاريخه. تم تقديم هازارد في البرنابيو دون رقم على قميصه، تمامًا مثل لوكا يوفيتش قبل يوم واحد. كان هازارد يرتدي القميص رقم 10 مع كل من تشيلسي و‌بلجيكا لعدة سنوات، لكنه قال في مؤتمره الصحفي أنه طلب من لوكا مودريتش رقم قميصة في ريال مدريد ولكن مودريتش رفض التخلي عنه. من المتوقع أن يرتدي هازارد الرقم الأسطوري 7 مع اللوس بلانكوس، مثل أساطير النادي كريستيانو رونالدو و‌راؤول غونزاليس و‌إيميليو بوتراغينيو.
عند توقيعه مع ريال مدريد، تحدّث هازارد إلى وسائل الإعلام قائلاً: «لقد حلمت بهذا منذ أن كنت صغيراً، وكنت دائماً أشجع ريال مدريد. ذهبت إلى فرنسا وإنجلترا والآن أنا أرتدي هذا القميص أنه لشرف حقيقي». كما وصف زيدان بأنه كان عامل رئيسي في انتقاله إلى ريال مدريد لأنه كان دائمًا معجبًا به. وقال هازارد: «الجميع يعلم أن زيدان كان مثلي الأعلى والآن هو مدربي، لقد كان عاملا مهما في انتقالي. لكنني كنت دائما أرغب في اللعب في هذا النادي». عندما سُئل عما إذا كان يعتقد أنه يمكن أن يصبح أفضل لاعب على هذا الكوكب في ناديه الجديد، اعترف هازارد بأنه هذا جزء من طموحاته، قائلاً: «سأحاول أن أكون الأفضل في العالم، نعم، لكن أولاً، أريدنا أن نُكوّن أفضل فريق وأربح ألقاب. إنه تحدٍ جديد بالنسبة لي وأنا مستعد لذلك».

#### 2019–20: الظهور الأول في إسبانيا، والفوز بالليغا، والإصابات
في 6 أغسطس، سجل هازارد أول أهدافه مع ريال مدريد، والذي جاء في المباراة الودية التي فاز فيها الفريق على سالزبورغ 0–1. وفي 9 أغسطس، تم الإعلان عن أن هازارد سيرتدي الرقم الأسطوري في ريال مدريد «7». بعد ثلاث أشهر من تقديمه على ملعب سانتياغو برنابيو، في 14 سبتمبر، شارك هازارد كبديل في الدقيقة 60 عن كاسيميرو في أول مباراة رسمية له مع الملكي في الدوري؛ حيث أنتهت المباراة بالفوز 3–2 أمام ليفانتي على أرضه. في 5 أكتوبر، سجل هازارد هدفه الرسمي الأول لريال مدريد، مباشرة قبل نهاية الشوط الأول ضد غرناطة في أول مباراة له كأساسي في الدوري. في الشوط الثاني، قدم أيضًا أول صناعة له والتي كانت لمودريتش في مباراة الفوز 4–2. في 22 أكتوبر، صنع هازارد هدف الفوز لتوني كروس خارج أرضه أمام غلطة سراي في مباراة الفوز بنتيجة 1–0 في دور المجموعات من دوري أبطال أوروبا. في 26 نوفمبر، تعرض هازارد لإصابة في الكاحل ضد باريس سان جيرمان في مباراة بمرحلة المجموعات من دوري أبطال أوروبا بعد تدخل متهور من زميل في المنتخب البلجيكي توماس مونييه. لم يتمكن من الاستمرار وتم استبداله بعد لحظات. اعتذر مونييه علنًا عن الحادث وحاول تحية قائده البلجيكي في غرفة خلع الملابس في ريال مدريد بعد المباراة. بعد يوم واحد، أشار الفريق الطبي لريال مدريد أن إصابة الكاحل كانت «كدمة خارجية» ستجعل هازارد على يغيب لمدة 10 أيام فقط. لكن بعد أسبوع من الفحوصات الإضافية التي أجراها الفريق الطبي، صرح أنه أصيب «بكسر دقيق خارجي غير مكتمل» في كاحله الأيمن دون تحديد موعد عودته. وغاب هازارد عن 16 مباراة مع ريال مدريد في أربع مسابقات، والتي شملت أول كلاسيكو في الموسم، و كأس السوبر الإسباني في جدة والإقصاء من كأس ملك إسبانيا أمام ريال سوسيداد.
في 16 فبراير، عاد هازارد بعد طول انتظار من الإصابة وشارك كأساسي ضد سيلتا فيغو في الدوري. حصل على ركلة جزاء بعد أن تعرضه للإعاقة من قبل حارس مرمى سيلتا روبين بلانكو في منطقة الجزاء، والتي سجلها سيرخيو راموس ليجعل النتيجة 2–1 للملكي. غادر هازارد الملعب في الدقيقة 73 وسط ترحيب حار من قبل الجماهير. بعد ستة أيام، عانى من «كسر في الشظية اليمنى» في كاحله خلال هزيمة ريال مدريد بنتيجة 1–0 أمام ليفانتي وأجبر على مغادرة الملعب في الشوط الثاني. أجبرت إصابة الكاحل هازارد على أن يغيب عن أكبر مباراتين لريال مدريد هذا الموسم، مباراة في دور الـ16 من دوري أبطال أوروبا ضد مانشستر سيتي ومباراة الكلاسيكو الثانية في الدوري. في أوائل مارس، أجرى هازارد عملية في الكاحل في دالاس وكان من المتوقع أن يغيب لمدة ثلاثة أشهر، مما يعني أن موسمه قد انتهى.
بعد رفع الإيقاف عن الدوري الأسباني في يونيو بعد توقف دام ثلاثة أشهر بسبب جائحة فيروس كورونا، كان هازارد قد تعافى مرة أخرى وجاهز للعب مع فريق زيدان. في 14 يونيو، في مباراة ريال مدريد الأولى في الدوري بعد التوقف بسبب فيروس كورونا، صنع هازارد هدف سيرخيو راموس ضد إيبار في مباراة الفوز 3–1 على ملعب ألفريدو دي ستيفانو. في نهاية الموسم، كان هازارد قد شارك في 16 مباراة وسجل هدف وحيد في الدوري، حيث فاز ريال مدريد بالدوري الإسباني لموسم 2019–20.

#### 2020–21: المزيد من الإصابات
في 27 أكتوبر، شارك هازارد لأول مرة في الموسم حيث دخل من مقاعد البدلاء في الدقيقة 70 عندما كان ريال مدريد متأخراً بنتيجة 0–2 في دوري أبطال أوروبا أمام بوروسيا مونشنغلادباخ، لكن المباراة انتهت بالتعادل 2–2. بعد أربعة أيام، سجل هدفه الأول في موسم 2020–21 في مباراة الفوز 4–1 في الدوري على أرضه أمام هويسكا. في 25 نوفمبر، سجل هدفه الأول في دوري أبطال أوروبا مع ريال مدريد في الفوز 2–0 خارج أرضه على إنتر ميلان. في مايو 2021، اعتذر هازارد بعد انتقادات لضحكه مع لاعبي تشيلسي بعد هزيمة ريال مدريد 3–1 في مجموع المباراتين في نصف نهائي دوري أبطال أوروبا. بعد أربعة أيام، سجل هازارد هدف التعادل في الدقيقة 96 ضد إشبيلية في مباراة التعادل 2–2، وهو هدفه الأول منذ أكثر من ثلاثة أشهر.

#### 2021–22: الموسم الثالث في مدريد
في 14 أغسطس، لعب هازارد مباراته الأولى في موسم 2021–22، والتي كانت بفوزه 4–1 خارج ملعبه على ألافيس. صنع هدف كريم بنزيما الأول في المباراة، والذي كان أيضًا الهدف الأول لمدريد هذا الموسم. في 20 يناير ، سجل هازارد هدفه الأول في الموسم وكان هدف الفوز على إلتشي ليرسل ريال مدريد إلى ربع نهائي كأس الملك.

## مسيرته الدولية

### الشباب
لعب هازارد مع الفئات السنية للمنتخب البلجكي تحت 17 سنة و19 سنة. مع المنتخب تحت 17 سنة، كان أساسياً في الفريق حيث شارك في 17 مباراة وسجل هدفين. لعب مع المنتخب في كأس توتو، وهي بطولة دولية سنوية للشباب تقام في النمسا، ولعب أيضاً في بطولة أوروبا تحت 17 سنة لعام 2007، والتي استضافتها بلجيكا. في هذه البطولة، سجل هازارد هدفه الوحيد في المباراة الافتتاحية للمنتخب ضد هولندا من ركلة جزاء. خلال البطولة لفت هازارد أنظار الإعلام والمدربين له، الأمر الذي أدى إلى تشبيهة بأسطورة كرة القدم البلجيكية إنزو شيفو.
أقصيت بلجيكا من البطولة في الدور نصف النهائي، حيث خست أمام إسبانيا 7–6 بركلات الترجيح. كانت بلجيكا على بعد دقائق من الفوز، بفضل تسجل منديفيد روشيلا هدف ذاتي تسبب بذلك الهدف هازارد، لكن مهاجم برشلونة بويان كركيتش عادل النتيجة لمنتخبه لتذهب المباراة للأشواط الإضافية.
بعد اللعب في نهائيات كأس العالم تحت 17 سنة في أغسطس وسبتمبر 2007، استدعي هازارد إلى منتخب بلجيكا تحت 19 في الشهر التالي في أكتوبر. كانت مشاركته الأولى في مباراة تصفيات بطولة أمم أوروبا تحت 19 سنة ضد رومانيا بعد دخولة كبديل في مباراة الفوز 4–0. لعب بعد ذلك في المباراتين التاليتين في دور المجموعات ضد آيسلندا وإنجلترا. خسرت بلجيكا المباراتين. بسبب هذه النتائج السلبية أقصي منتخبه من البطولة. نظرًا لكونه لاعب دون السن القانوني في العام السابق، كان هازارد مؤهلاً ليلعب مع المنتخب تحت 19 سنة في موسم 2008–09. نظرًا لمشاركته المستمرة مع نادي ليل الأول، لم يُسمح لهازارد إلا باللعب في مباريات تصفيات بطولة أوروبا للناشئين تحت 19 سنة 2009 من قبل ناديه، ونتيجة لذلك، غاب عن نسخة 2008 من بطولة أيرلندا للشباب، التي أقيمت خلال تحضيرات نادي ليل للموسم الجديد.
في 7 أكتوبر 2008، سجل هازارد أول أهدافه مع منتخب تحت 19 سنة في مباراة الفوز 5–0 على إستونيا. ثلاثة أيام، سجل هدفين في مباراة التعادل 2–2 مع كرواتيا. في جولة النخبة، قاد هازارد منتخبه بتسجيله هاتريك. في المباراة الافتتاحية ضد أيرلندا، سجل الهدف المباراة الوحيد. في المباراة التالية، كان هازارد مؤثراً في مباراة فوز المنتخب 5–0 على السويد حيث سجل هدف وصنع في هدفين آخرين. في المباراة الأخيرة للمنتخب، واجهوا سويسرا. كان المنتخب البلجيكي بحاجة إلى الانتصار من أجل التأهل إلى بطولة أوروبا تحت 19 سنة لعام 2009، ولكن تم إقصائه من التصفيات بعد التعادل 1–1 مع المنتخب السويسري، على الرغم من افتتاح هازارد التسجيل لبلجيكا في الدقيقة 21.

### المنتخب الأول
في 18 نوفمبر 2008، استدعي هازارد للمنتخب البلجيكي الأول لأول مرة، من قبل المدير الفني ريني فان در يكن لمباراة المنتخب أمام لوكسمبورغ. قبل ظهورة الأول مع منتخب بلاده بلجيكا استدعي هازارد من قبل مسئولي الاتحاد الفرنسي لكرة القدم الذين طلبوا من اللاعب اللعب مع المنتخب الفرنسي حيث أصبح مؤهلاً للحصول على الجنسية الفرنسية. لم يستجب هازارد إلى للطلب المقدم إليه وذكر في وقت لاحق «بسبب وجودي في فرنسا لمدة سبع سنوات، أشعر أن 99٪ مني بلجيكي و1٪ فرنسي، لكن فكرة أن أصبح مواطن فرنسي لم تخطر في ذهني أبداً».
شارك هازارد في أول مباراة له مع لبلجيكا في مباراة ضد لوكسمبورغ حيث دخل كبديل عن ويسلي سونك في الدقيقة 67. في أول ظهور له، أصبح هازارد ثامن لاعب دولي أصغر في تاريخ كرة القدم البلجيكي، في سن الـ17 عام و 316 يوم. في 12 أغسطس 2009، بعد ثلاث مباريات متتالية يدخل بها كبديل مع المنتخب، شارك بأول مباراة له كأساسي تحت قيادة المدرب فرانكي فيركواتيرين في مباراة الخسارة 3–1 أمام جمهورية التشيك. بعد استقالة فيركواتيرين، تم استبداله بالمدير ديك أدفوكات. تحت أدفوكات، أصبح هازارد أساسي في الفريق، وفي 14 نوفمبر 2009، لعب مباراة كاملة لأول مرة في مسيرته الدولية. في المباراة التي أنتهت الفوز 3–0 ضد المجر. وصنع هازارد هدفين في تلك المباراة.
في 7 أكتوبر 2011، بعد ما يقرب من ثلاث سنوات من أول مشاركة له، سجل هازارد أول هدف دولي له ضد كازاخستان في مباراة الفوز 4–1.

#### كأس العالم 2014 ويورو 2016
في 13 مايو 2014، تم اختيار هازارد في القائمة النهائية المشاركة بكأس العالم 2014 في البرازيل. في المباراة الأولى صنع هدف دريس ميرتنز، في المباراة التي أنتهت بفوزهم 2–1 على الجزائر في بيلو هوريزونتي. في المباراة الثانية لبلجيكا، صنع هدف ديفوك أوريغي في الدقيقة 88، مما أعطى الشياطين الحمر الفوز 1–0 على روسيا وتأهلهم بشكل رسمي إلى مرحلة خروج المغلوب. كما حصل على جائزة أفضل لاعب في المباراة. خرجوا في النهاية من الدور ربع النهائي أمام الأرجنتين.

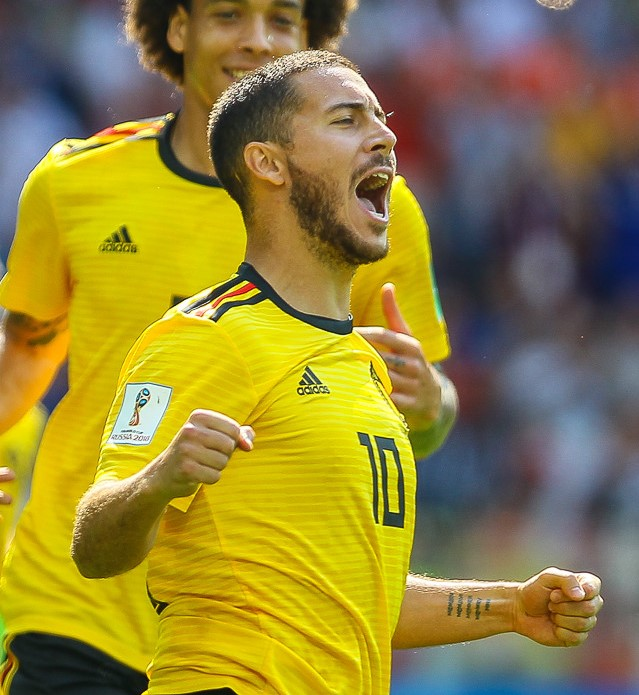
هازارد مع بلجيكا في كأس العالم 2018

في 7 يونيو 2015، وبسبب إيقاف القائد الأساسي فينسنت كومباني، أصبح هازارد كابتن بلجيكا لأول مرة في مباراة ودية ضد فرنسا على ملعب فرنسا، حيث سجل هدف بلجيكا الأخير في مباراة الفوز 4–3. في أكتوبر 10، سجل هازارد ركلة جزاء في مباراة الفوز على أندورا 4–1، لتضمن بلجيكا التأهل للبطولة القارية لأول مرة منذ إستضافت بطولة أمم أوروبا 2000.
نظرا لغياب كومباني، تم اختيار هازارد كقائد للمنتخب البلجيكي في نهائيات بطولة أمم أوروبا 2016. أنهى هازارد البطولة بتسجله هدف وحيد ضد المجر في دور الـ 16 قبل أن يُقصى منتخبه أمام ويلز في دور ربع النهائي. إلى جانب آرون رامزي، أنهى كأفضل مُمرر تمريرات حاسمه في البطولة بأربع تمريرات.

#### كأس العالم 2018
تم اختيار هازارد ليصبح قائد منتخب بلجيكا في كأس العالم 2018 في روسيا. في المباراة الأولى ضد بنما، صنع الهدف الثالث في المباراة الذي سجله روميلو لوكاكو حيث فازت بلجيكا بنتيجة 3–0. ثم سجل هدفين (من ضمنها ركلة جزاء) في المباراة الثانية من الفوزعلى تونس 5–2. هدفه من ركلة جزاء في الدقيقة 6 كان ثاني أسرع هدف للمنتخب البلجيكي في تاريخ البطولة. كما حصل على جائزة أفضل لاعب في المباراة. ولم يلعب هازارد في المباراة التي فاز فيها المنتخب البلجيكي على إنجلترا 1–0، حيث لم يشارك مع ثمانية اللاعبين الآخرين الذين شاركوا في المباراتين السابقتين.
في مباراة انتصار بلجيكا 3–2 على اليابان في دور الستة عشر، لعب هازارد دوراً أساسياً في تحقيق العودة بعد أن تأخرت بهدفين، حيث أصبحت بلجيكا أول فريق في أخر 52 سنة يعود بعد أن يكون خاسر في المباراة 0–2 في مباراة خروج مغلوب في كأس العالم. وحصل على جائزة رجل المباراة للمباراة الثانية في البطولة. في 6 يوليو، شارك هازارد بمباراة دور ربع النهائي أمام البرازيل، وقدم أداء رائع حيث كان نجوم المباراة التي أنتهت بفوز بلجيكا 2–1 وتأهلها إلى دور نصف النهائي لتلاقي فرنسا.
بعد نهاية كأس العالم 2018 في 15 يوليو، اختارت مجموعة الدراسة الفنية للفيفا هازارد كثاني أفضل لاعب في البطولة، ومنحته الكرة الفضية. سجل ثلاثة أهداف وقدم تمريرتين حاسمتين في المجمل، بالإضافة إلى اختياره رجل المباراة في ثلاث مباريات مختلفة – أكثر من أي لاعب آخر.

### يورو 2020
لعب هازارد مباراته رقم 100 مع بلجيكا خلال تصفيات بطولة أمم أوروبا 2020 في مباراة الفوز خارج أرضه 2–0 أمام قبرص في مارس 2019، مسجلاً الهدف الثاني في تلك المباراة. قاد هازارد بلجيكا ليصبح أول فريق يتأهل للبطولة. في 17 مايو 2021، تم اختياره في التشكيلة النهائية لبطولة أمم أوروبا 2020.

## خارج كرة القدم

### حياته الشخصية
تزوج هازارد من ناتاشا حبيبته منذ سن 14 عام. في عام 2010، أنجبت ناتاشا طفلها الأول يانيس قبل الزواج لذالك يظهر معهم في صورة الزفاف ثم أنجبت الطفل الثاني ليو في فبراير 2013. وأنجب طفله الثالث سامي في يوليو 2015.
في 7 نوفمبر 2020، كانت نتيجة اختباره إيجابية لمرض فيروس كورونا.
لم يصرح هازارد بشكل علني عن ديانته، ولكن صحيفة ديلي ميل اعتبرته ضمن قائمة اللاعبين المسلمين أثناء كأس العالم 2014.

### الرعاية
في عام 2012، وقع هازارد عقد رعاية مع شركة نايكي الأمريكية لصناعة الملابس والمعدات الرياضية. ظهر في إعلان (بالإنجليزية: Nike Green Speed II)‏ الجديد إلى جانب ماريو غوتزه وستيفان الشعراوي ورحيم ستيرلينغ وكريستيان إريكسن وثيو والكوت في نوفمبر 2012.
كان هازارد بطل غلاف لعبة فيفا 15 الخاص ببلجيكا والمملكة المتحدة وهولندا وفرنسا، إلى جانب ليونيل ميسي. تم الإعلان عن هازارد وماركو رويس وخاميس رودريغيز وأنتوني مارسيال كسفراء رسميين للعبة فيفا 17 وكانوا المرشحين النهائيين ليكونوا الوجه الجديد لغلاف لعبة فيفا 17. تم اختيار هازارد كالوجه الجديد للعبة فيفا 20 في عام 2019 – حيث خلف كريستيانو رونالدو – ليظهر كنجم غلاف للنسخة العادية من اللعبة.
منذ مارس 2016، ظهر هازارد في إعلانات لوتس بيكريز ومقرها بلجيكا للترويج لمجموعة البسكويت بيسكوف الخاصة بهم.

### ملكية نادي
في 26 يونيو 2017، أصبح هازارد مالك جزئي للتوسعة في الامتياز التجاري لنادي الدوري الأمريكي الشمالي سان دييغو 1904 لبدء اللعب في 2018، إلى جانب دمبا با ويوهان كاباي وموسى سو.

## الإحصائيات

### النادي
آخر تحديث 20 يناير 2022.
| النادي      | الموسم   | الدوري           | الدوري | الدوري  | الكأس الوطني | الكأس الوطني | كأس الدوري | كأس الدوري | قاري   | قاري    | أخرى   | أخرى    | المجموع | المجموع |
| النادي      | الموسم   | الدرجة           | الظهور | الأهداف | الظهور       | الأهداف      | الظهور     | الأهداف    | الظهور | الأهداف | الظهور | الأهداف | الظهور  | الأهداف |
| ----------- | -------- | ---------------- | ------ | ------- | ------------ | ------------ | ---------- | ---------- | ------ | ------- | ------ | ------- | ------- | ------- |
| ليل         | 2007–08  | الدوري الفرنسي   | 4      | 0       | 0            | 0            | 0          | 0          | —      | —       | —      | —       | 4       | 0       |
| ليل         | 2008–09  | الدوري الفرنسي   | 30     | 4       | 4            | 2            | 1          | 0          | —      | —       | —      | —       | 35      | 6       |
| ليل         | 2009–10  | الدوري الفرنسي   | 37     | 5       | 1            | 0            | 2          | 1          | 12     | 4       | —      | —       | 52      | 10      |
| ليل         | 2010–11  | الدوري الفرنسي   | 38     | 7       | 5            | 3            | 2          | 2          | 9      | 0       | —      | —       | 54      | 12      |
| ليل         | 2011–12  | الدوري الفرنسي   | 38     | 20      | 3            | 1            | 1          | 0          | 6      | 0       | 1      | 1       | 49      | 22      |
| ليل         | المجموع  | المجموع          | 147    | 36      | 13           | 6            | 6          | 3          | 27     | 4       | 1      | 1       | 194     | 50      |
| نادي تشيلسي | 2012–13  | الدوري الإنجليزي | 34     | 9       | 6            | 1            | 5          | 2          | 14     | 1       | 3      | 0       | 62      | 13      |
| نادي تشيلسي | 2013–14  | الدوري الإنجليزي | 35     | 14      | 3            | 0            | 1          | 0          | 10     | 3       | —      | —       | 49      | 17      |
| نادي تشيلسي | 2014–15  | الدوري الإنجليزي | 38     | 14      | 1            | 0            | 6          | 2          | 7      | 3       | —      | —       | 52      | 19      |
| نادي تشيلسي | 2015–16  | الدوري الإنجليزي | 31     | 4       | 2            | 2            | 1          | 0          | 8      | 0       | 1      | 0       | 43      | 6       |
| نادي تشيلسي | 2016–17  | الدوري الإنجليزي | 36     | 16      | 4            | 1            | 3          | 0          | —      | —       | —      | —       | 43      | 17      |
| نادي تشيلسي | 2017–18  | الدوري الإنجليزي | 34     | 12      | 5            | 1            | 4          | 1          | 8      | 3       | 0      | 0       | 51      | 17      |
| نادي تشيلسي | 2018–19  | الدوري الإنجليزي | 37     | 16      | 2            | 0            | 5          | 3          | 8      | 2       | 0      | 0       | 52      | 21      |
| نادي تشيلسي | المجموع  | المجموع          | 245    | 85      | 23           | 5            | 25         | 8          | 53     | 11      | 6      | 1       | 352     | 110     |
| ريال مدريد  | 2019–20  | الدوري الإسباني  | 16     | 1       | 0            | 0            | —          | —          | 6      | 0       | 0      | 0       | 22      | 1       |
| ريال مدريد  | 2020–21  | الدوري الإسباني  | 14     | 3       | 1            | 0            | —          | —          | 5      | 1       | 1      | 0       | 21      | 4       |
| ريال مدريد  | 2021–22  | الدوري الإسباني  | 13     | 0       | 2            | 1            | —          | —          | 2      | 0       | 0      | 0       | 17      | 1       |
| ريال مدريد  | المجموع  | المجموع          | 43     | 4       | 3            | 1            | —          | —          | 13     | 1       | 1      | 0       | 60      | 6       |
| الإجمالي    | الإجمالي | الإجمالي         | 448    | 126     | 39           | 12           | 31         | 11         | 93     | 16      | 8      | 2       | 619     | 167     |

الملاحظات
1. ↑  تشمل كأس الاتحاد الإنجليزي وكأس فرنسا
2. ↑  تشمل كأس رابطة الأندية الإنجليزية المحترفة وكأس الرابطة الفرنسية
3. 1 2 3  جميع المباريات في الدوري الأوروبي
4. 1 2 3 4 5 6 7  جميع المباريات في دوري أبطال أوروبا
5. ↑  مباراة واحدة في كأس الأبطال الفرنسي
6. ↑  مباراة واحدة في كأس السوبر الأوروبي، 6 مباريات في دوري أبطال أوروبا, 7 مباريات و هدف في الدوري الأوروبي
7. ↑  مباراة واحدة في درع الاتحاد الإنجليزي، مباراتين في كأس العالم للأندية
8. ↑  مباراة وهدف واحد في كأس السوبر الأوروبي، 9 مباريات وهدفين في دوري أبطال أوروبا
9. ↑  مباراة واحدة في درع الاتحاد الإنجليزي

### المنتخب
آخر تحديث 20 يناير 2022.
| المنتخب الوطني | العام   | الظهور | الأهداف |
| -------------- | ------- | ------ | ------- |
| بلجيكا         | 2008    | 1      | 0       |
| بلجيكا         | 2009    | 9      | 0       |
| بلجيكا         | 2010    | 7      | 0       |
| بلجيكا         | 2011    | 8      | 1       |
| بلجيكا         | 2012    | 8      | 1       |
| بلجيكا         | 2013    | 9      | 3       |
| بلجيكا         | 2014    | 12     | 1       |
| بلجيكا         | 2015    | 9      | 6       |
| بلجيكا         | 2016    | 14     | 5       |
| بلجيكا         | 2017    | 5      | 4       |
| بلجيكا         | 2018    | 16     | 6       |
| بلجيكا         | 2019    | 8      | 5       |
| بلجيكا         | 2021    | 10     | 1       |
| المجموع        | المجموع | 116    | 33      |

1. ↑  المباراة الودية ضد لوكسمبورغ في 26 مايو 2014 ليست مباراة رسمية بسبب أن عدد البدلاء تجاوز المسموح به وفقا لقوانين اللعبة.[294]

### الأهداف الدولية
اعتباراً من 5 سبتمبر 2021.
| #  | التاريخ        | المكان                                        | المباراة | الخصم           | الهدف | النتيجة | المسابقة                       |
| -- | -------------- | --------------------------------------------- | -------- | --------------- | ----- | ------- | ------------------------------ |
| 1  | 7 أكتوبر 2011  | ملعب الملك بودوان، بروكسل، بلجيكا             | 23       | كازاخستان       | 2–0   | 4–1     | تصفيات بطولة أمم أوروبا 2012   |
| 2  | 25 مايو 2012   | ملعب الملك بودوان، بروكسل، بلجيكا             | 27       | الجبل الأسود    | 2–1   | 2–2     | ودية                           |
| 3  | 6 فبراير 2013  | ملعب يان بريدل، بروج، بلجيكا                  | 34       | سلوفاكيا        | 1–0   | 2–1     | ودية                           |
| 4  | 22 مارس 2013   | فيليب الثاني أرينا، إسكوبية، مقدونيا الشمالية | 35       | مقدونيا         | 2–0   | 2–0     | تصفيات كأس العالم 2014         |
| 5  | 26 مارس 2013   | ملعب الملك بودوان، بروكسل، بلجيكا             | 36       | مقدونيا         | 1–0   | 1–0     | تصفيات كأس العالم 2014         |
| 6  | 1 يونيو 2014   | فريندز أرينا، سولنا، السويد                   | 44       | السويد          | 2–0   | 2–0     | ودية                           |
| 7  | 28 مارس 2015   | ملعب الملك بودوان، بروكسل، بلجيكا             | 54       | قبرص            | 4–0   | 5–0     | تصفيات بطولة أمم أوروبا 2016   |
| 8  | 7 يونيو 2015   | ملعب فرنسا، سان دوني، فرنسا                   | 56       | فرنسا           | 4–1   | 4–3     | ودية                           |
| 9  | 3 سبتمبر 2015  | ملعب الملك بودوان، بروكسل، بلجيكا             | 58       | البوسنة والهرسك | 3–1   | 3–1     | تصفيات بطولة أمم أوروبا 2016   |
| 10 | 6 سبتمبر 2015  | ملعب جي إس بي، نيقوسيا، قبرص                  | 59       | قبرص            | 1–0   | 1–0     | تصفيات بطولة أمم أوروبا 2016   |
| 11 | 10 أكتوبر 2015 | الاستاد الوطني، أندورا لا فيلا، أندورا        | 60       | أندورا          | 3–1   | 4–1     | تصفيات بطولة أمم أوروبا 2016   |
| 12 | 13 أكتوبر 2015 | ملعب الملك بودوان، بروكسل، بلجيكا             | 61       | إسرائيل         | 3–0   | 3–1     | تصفيات بطولة أمم أوروبا 2016   |
| 13 | 5 يونيو 2016   | ملعب الملك بودوان، بروكسل، بلجيكا             | 65       | النرويج         | 2–2   | 3–2     | ودية                           |
| 14 | 26 يونيو 2016  | ملعب تولوز البلدي، تولوز، فرنسا               | 69       | المجر           | 3–0   | 4–0     | بطولة أمم أوروبا 2016          |
| 15 | 7 أكتوبر 2016  | ملعب الملك بودوان، بروكسل، بلجيكا             | 73       | البوسنة والهرسك | 2–0   | 4–0     | تصفيات كأس العالم 2018         |
| 16 | 10 أكتوبر 2016 | ملعب ألغارفي، فارو/لولي، البرتغال             | 74       | جبل طارق        | 6–0   | 6–0     | تصفيات كأس العالم 2018         |
| 17 | 13 نوفمبر 2016 | ملعب الملك بودوان، بروكسل، بلجيكا             | 76       | إستونيا         | 3–0   | 8–1     | تصفيات كأس العالم 2018         |
| 18 | 31 أغسطس 2017  | ملعب موريس دوفراسن، لياج، بلجيكا              | 77       | جبل طارق        | 6–0   | 9–0     | تصفيات كأس العالم 2018         |
| 19 | 10 أكتوبر 2017 | ملعب الملك بودوان، بروكسل، بلجيكا             | 80       | قبرص            | 1–0   | 4–0     | تصفيات كأس العالم 2018         |
| 20 | 10 أكتوبر 2017 | ملعب الملك بودوان، بروكسل، بلجيكا             | 80       | قبرص            | 3–0   | 4–0     | تصفيات كأس العالم 2018         |
| 21 | 10 نوفمبر 2017 | ملعب الملك بودوان، بروكسل، بلجيكا             | 81       | المكسيك         | 1–0   | 3–3     | ودية                           |
| 22 | 6 يونيو 2018   | ملعب الملك بودوان، بروكسل، بلجيكا             | 85       | مصر             | 2–0   | 3–0     | ودية                           |
| 23 | 23 يونيو 2018  | أوتكريتيي أرينا، موسكو، روسيا                 | 88       | تونس            | 1–0   | 5–2     | كأس العالم 2018                |
| 24 | 23 يونيو 2018  | أوتكريتيي أرينا، موسكو، روسيا                 | 88       | تونس            | 4–1   | 5–2     | كأس العالم 2018                |
| 25 | 14 يوليو 2018  | ملعب كريستوفسكي، سانت بطرسبرغ، روسيا          | 92       | إنجلترا         | 2–0   | 2–0     | كأس العالم 2018                |
| 26 | 7 سبتمبر 2018  | هامبدن بارك، غلاسكو، إسكتلندا                 | 93       | إسكتلندا        | 2–0   | 4–0     | ودية                           |
| 27 | 11 سبتمبر 2018 | لاوغاردالسفولور، ريكيافيك، آيسلندا            | 94       | آيسلندا         | 1–0   | 3–0     | دوري الأمم الأوروبية 2018–19 أ |
| 28 | 21 مارس 2019   | ملعب الملك بودوان، بروكسل، بلجيكا             | 99       | روسيا           | 2–1   | 3–1     | تصفيات بطولة أمم أوروبا 2020   |
| 29 | 21 مارس 2019   | ملعب الملك بودوان، بروكسل، بلجيكا             | 99       | روسيا           | 3–1   | 3–1     | تصفيات بطولة أمم أوروبا 2020   |
| 30 | 24 مارس 2019   | ملعب جي إس بي، نيقوسيا، قبرص                  | 100      | قبرص            | 1–0   | 2–0     | تصفيات بطولة أمم أوروبا 2020   |
| 31 | 16 نوفمبر 2019 | ملعب كريستوفسكي، سانت بطرسبرغ، روسيا          | 105      | روسيا           | 2–0   | 4–1     | تصفيات بطولة أمم أوروبا 2020   |
| 32 | 16 نوفمبر 2019 | ملعب كريستوفسكي، سانت بطرسبرغ، روسيا          | 105      | روسيا           | 3–0   | 4–1     | تصفيات بطولة أمم أوروبا 2020   |
| 33 | 5 سبتمبر 2021  | ملعب الملك بودوان، بروكسل، بلجيكا             | 113      | جمهورية التشيك  | 2–0   | 3–0     | تصفيات كأس العالم 2022         |

## الإنجازات
ليل
- الدوري الفرنسي: 2010–11[296]
- كأس فرنسا: 2010–11[4]

 تشيلسي

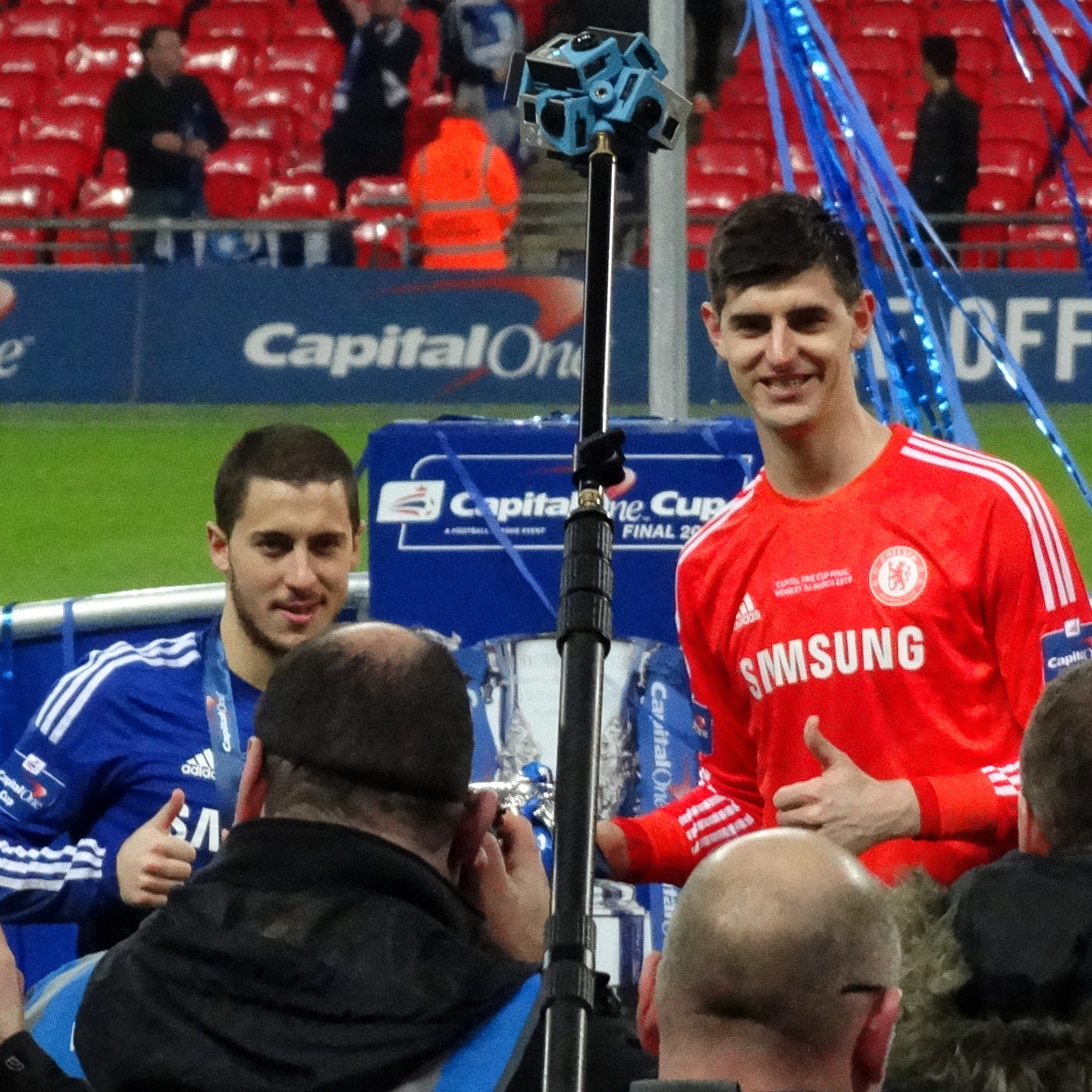
هازارد وزميله البلجيكي تيبو كورتوا أبطال الدوري الإنجليزي 2015

- الدوري الإنجليزي الممتاز: 2014–15، 2016–2017[298]
- كأس الاتحاد الإنجليزي: 2017–18 ؛[299] الوصيف 2016–17[300]
- كأس رابطة الأندية الإنجليزية المحترفة: 2014–15 ؛[4] 2018–19[301]
- الدوري الأوروبي: 2012–13،[152] 2018–19[302]

 ريال مدريد
- الدوري الإسباني: 2019–20،[303] 2021–22
- كأس السوبر الإسباني: 2019–20،[304] 2021–22[305]
- دوري أبطال أوروبا: 2021–22[306]
- كأس السوبر الأوروبي: 2022

 بلجيكا
- كأس العالم المركز الثالث: 2018[307]

الفردية
- أفضل لاعب في الدوري الفرنسي من الاتحاد الوطني للاعبي كرة القدم المحترفين: 2010–11، 2011–12
- أفضل لاعب شاب في الدوري الفرنسي من الاتحاد الوطني للاعبي كرة القدم المحترفين: 2008–09، 2009–10
- تشكيلة الموسم في الدوري الفرنسي من الاتحاد الوطني للاعبي كرة القدم المحترفين: 2009–10، 2010–11، 2011–12
- لاعب الشهر في الدوري الفرنسي من الاتحاد الوطني للاعبي كرة القدم المحترفين: مارس 2010،[308] مارس 2011،[309] مارس 2012
- جائزة برافو: 2011
- فيفبرو: مُرشح: 2012؛ التشكيلة الأولى: 2018؛ التشكيلة الثانية: 2015؛ التشكيلة الرابعة: 2014، 2016، 2017
- كرة الفيفا الذهبية: 2015 – المركز الثامن
- جوائز الفيفا للأفضل كرويا: 2018 (المركز السابع)
- جائزة لاعب الموسم في الدوري الإنجليزي الممتاز: 2014–15[310]
- لاعب الشهر في الدوري الإنجليزي الممتاز: أكتوبر 2016
- جائزة هدف الشهر في الدوري الإنجليزي الممتاز: فبراير 2017[311]، أبريل 2019
- فريق السنة في إنجلترا: 2012–13،[312] 2013–14،[313] 2014–15،[314] 2016–17[315]
- جائزة أفضل لاعب شاب في إنجلترا: 2013–14
- جائزة أفضل لاعب في إنجلترا: 2014–15
- لاعب الشهر في الدوري الإنجليزي من الجماهير: أكتوبر 2016[316]
- جائزة أفضل لاعب في أوروبا: 2015 (المركز السادس)،[317] 2018 (المركز الثامن)[318]
- أفضل مُمرّر في بطولة أمم أوروبا: 2016[319]
- جائزة اليويفا لأفضل فريق: 2017[320]
- لاعب العام في تشيلسي: 2013–14، 2014–15، 2016–17، 2018–19[321][322][323]
- لاعب اللاعبين في العام في تشيلسي: 2014–15[321]
- هدف العام في تشيلسي: 2015–16 (ضد توتنهام هوتسبير)،[324] 2016–17 (ضد أرسنال)،[325] 2018–19 (ضد ليفربول)[326]
- تشكيلة الموسم من وسائل الإعلام الرياضية الأوروبية: 2014–15[327]
- أفضل لاعب من وسائل الإعلام الرياضية الأوروبية: 2014–15[328]
- الحذاء الذهبي البلجيكي: 2017، 2018، 2019[329]
- جائزة الكرة الفضية في كأس العالم: 2018[330]
- أفضل مُمرّر في كأس العالم: 2018[331]
- فريق كل النجوم وفقا لقائمة كاسترول في كأس العالم: 2018[332]
- جائزة أفضل صانع لعب في الدوري الإنجليزي الممتاز: 2018–19[333]

## وصلات خارجية
- إدين هازارد على موقع الاتحاد الدولي (مؤرشف)  (الإنجليزية)
- إدين هازارد على موقع الاتحاد الأوربي (الإنجليزية)
- إدين هازارد على موقع الاتحاد البلجيكي (الإنجليزية)
- إدين هازارد على موقع رابطة كرة القدم الفرنسية للمحترفين (الإنجليزية)
- إدين هازارد على موقع إي إس بي إن إف سي (الإنجليزية)
- إدين هازارد على موقع قاعدة بيانات كرة القدم.إي يو (الإنجليزية)
- إدين هازارد على موقع بيانات كرة القدم. دي إي (الألمانية)
- إدين هازارد على موقع ليكيب (الفرنسية)
- إدين هازارد على موقع ناشيونال فوتبول تيمز (الإنجليزية)
- إدين هازارد على موقع Soccerbase.com (لاعب) (الإنجليزية)
- إدين هازارد على فرق كرة القدم الوطنية.كوم